# Pietro I di Russia
Pietro I Alekseevič Romanov (in russo Пётр I Алексе́евич Рома́нов?, Pëtr I Alekséevič Románov, /'pʲoːtr ʌlʲɪ'ksʲejɪvʲɪʨ rʌ'mɑːnəf/), detto Pietro il Grande (in russo Пётр Вели́кий?, Pëtr Velíkij, /'pʲoːtr vʲɪ'lʲiːkʲɪj/; Mosca, 9 giugno 1672 – San Pietroburgo, 8 febbraio 1725), è stato zar e, dal 1721, primo imperatore di Russia. Il suo regno ebbe inizio nel 1682, in coreggenza con Ivan V, malato sia mentalmente sia fisicamente e pertanto impossibilitato a regnare. Alla morte di quest'ultimo, avvenuta nel 1696, Pietro fu sovrano assoluto fino al 1724, anno a partire dal quale la moglie Caterina I lo affiancò in questo compito.

Considerato un eroe nazionale russo, compare sulle banconote da 500 rubli e francobolli; gli sono dedicati monumenti e opere letterarie. Era alto circa due metri, anche se aveva piedi e testa sproporzionati in confronto alla notevole statura; probabilmente a causa dell'altezza, soffriva di attacchi di piccolo male, una particolare forma di epilessia.
Durante il suo regno venne considerato dai suoi contemporanei come il tipico rappresentante del sovrano illuminato, unitamente ai più tardi Giuseppe II d'Asburgo, Federico il Grande e Maria Teresa d'Austria,  operando in linea con i principi del giurisdizionalismo. Tuttavia come autocrate, fu molto severo nelle dure repressioni delle rivolte, compreso il complotto a cui prese parte suo figlio Alessio. Fu il fondatore della città di San Pietroburgo.

## Biografia

### Gioventù e ascesa al trono

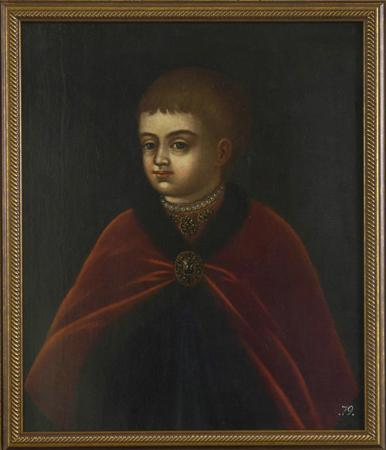
Ritratto di Pietro da bambino

Pietro nacque a Mosca all'una del mattino del 9 giugno 1672, figlio dello zar Alessio e della sua seconda moglie Natal'ja Kirillovna Naryškina. Gli venne dato il nome Pietro in onore dell'apostolo e seguendo la vecchia usanza di prendere le misure ai bambini, fu dipinta un'immagine di san Pietro apostolo su una tavoletta delle stesse misure del piccolo: 50 cm di lunghezza e 16 cm di larghezza.
La nascita del nuovo zarevic fu annunciata dai rintocchi della campana della torre di Ivan il Grande e i cannoni del Cremlino spararono a salve per tre giorni mentre le campane delle milleseicento chiese di Mosca suonavano a festa. Pietro venne battezzato dal confessore personale dello zar Alessio il 29 giugno, giorno della solennità dei Santi Pietro e Paolo.
L'8 febbraio 1676 lo zar Alessio morì e al trono di Russia salì Fëdor, primogenito semi-invalido di Alessio e della prima moglie Marija Miloslavskaja. Nel 1674 lo zar Alessio aveva infatti nominato, per pura formalità, il figlio Fëdor erede al trono pensando che il figlio gli sarebbe premorto.
Durante il regno dello zar Fëdor, la vita di Pietro trascorse tranquillamente alternando i giochi allo studio nei palazzi del Cremlino o nel Kolomenskoe. L'educazione di Pietro era affidata a diversi tutori, tra i quali Nikita Zotov.
Lo zar Fëdor non aveva eredi: suo fratello Ivan, primo in linea di successione, era invalido e infermo di mente; perciò suggerì all'assemblea dei boiari, di far scegliere alla folla quale tra i due zarevic, Ivan o Pietro, dovesse essere il nuovo zar. Il 27 aprile 1682, quando lo zar Fëdor morì, la folla radunata sotto il balcone, quasi all'unanimità elesse Pietro come futuro zar, sotto la reggenza della madre.

### La rivolta degli strelizzi
La zarevna Sofia, figlia di primo letto di Alessio I, contrariata della scelta, con l'aiuto di Ivan Miloslavskij, del principe Ivan Chovanskij e del principe Vasilij Golicyn istigò gli strelizzi alla rivolta. Il 15 maggio 1682 i cavalieri Aleksandr Miloslavskij e Pëtr Tolstoj, su ordine di Sofia, si recarono nel quartiere degli strelizzi informandoli che i Naryškin avevano assassinato lo zarevic Ivan e che volevano fare altrettanto con il resto della famiglia reale. All'udire tali informazioni, la rivolta scoppiò: armati di lance, alabarde, spade e moschetti gli strelizzi si diressero minacciosi verso il Cremlino.
Giunti al palazzo gli strelizzi chiesero a gran voce che fossero consegnati loro i Naryškin e Artamon Matveev responsabili, a loro dire, della morte dello zarevic Ivan. Compreso che la rivolta fosse frutto di un malinteso, Matveev chiese alla reggente Natalia di mostrare agli strelizzi che Pietro e Ivan erano vivi. La donna, seppure spaventata, obbedì e questo ordine, insieme con un discorso tenuto da Matveev e dal patriarca Gioacchino sembrò calmare la folla di rivoltosi, ma appena Matveev rientrò nel palazzo, il principe Mikhail Dolgorukij, figlio del comandante degli strelizzi, minacciò la folla e questo gesto spinse gli strelizzi a riprendere la rivolta.
Dolgorukij venne preso di peso e gettato sulle lance degli altri rivoltosi, quindi il suo corpo fu fatto a pezzi; poi i rivoltosi penetrarono all'interno del palazzo dove diedero sfogo alla loro ira depredando e massacrando i loro rivali e coloro che li proteggevano: tra le vittime di questo massacro ci furono Artamon Matveev, la maggior parte dei boiari, Afanasij Naryškin, fratello della reggente Natalia, il direttore degli affari esteri Ivanov, suo figlio Vasilij e il boiaro Romodanovskij. Il massacro terminò solo con il calare della notte e tutti corpi o i resti di essi vennero poi portati nella piazza Rossa per essere mostrati al popolo russo.
Il giorno seguente gli strelizzi tornarono ad assaltare il Cremlino, questa volta in cerca di Ivan Naryškin, secondo fratello della reggente, di due medici sospettati di aver avvelenato Fëdor e di altri traditori; dato l'esito negativo della ricerca, gli strelizzi fecero ritorno al Cremlino anche il terzo giorno minacciando la stessa famiglia reale se non fosse stato consegnato loro Ivan Naryškin. Ivan, nella speranza di poter così calmare la rivolta, si consegnò nelle mani degli strelizzi, i quali prima lo torturarono per ore e poi fecero a pezzi il suo corpo; la rivolta e il massacro compiuto dagli strelizzi era così terminato.

### I due zar
Il 23 maggio 1682 la zarina Sofia istigò gli strelizzi affinché chiedessero un cambiamento al trono di Russia. Tramite una petizione mandata a Chovanskij, che Sofia aveva già nominato loro comandante, gli strelizzi chiesero che al giovane Pietro venisse affiancato il fratellastro Ivan sul trono di Russia o, in caso contrario, avrebbero nuovamente marciato contro il Cremlino. Riunitisi nel palazzo delle Sfaccettature, il patriarca, gli arcivescovi e i boiari accolsero la richiesta degli strelizzi e decretarono all'unanimità che due zar avrebbero regnato insieme in Russia.
Alcuni giorni dopo, il 29 maggio, gli strelizzi presentarono una nuova petizione, la quale chiedeva che, data la giovane età dei due zar, diventasse reggente la zarevna Sofia: il patriarca e i boiari acconsentirono e quello stesso giorno un decreto annunciò che la zarevna Sofia Alekseevna sostituiva la zarina Natalia in qualità di reggente.
Appena divenuta reggente, Sofia provvide a mettere ai più alti posti di comando i suoi luogotenenti: lo zio Ivan Miloslavskij fu primo consigliere fino alla morte; Fëdor Šaklovitij divenne il nuovo comandante degli strelizzi; il giovane monaco Sil'vestr Medvedev divenne suo consigliere e suo amante, il principe Vasilij Golicyn divenne il suo primo ministro. Il 25 giugno, alle ore cinque del mattino, nella cattedrale della Dormizione ebbe luogo la duplice incoronazione degli zar Ivan e Pietro.

### Vita a Preobraženskoe
Avendo timore per la sua vita e per quella dei figli Pietro e Natalia, la zarina Natalia abbandonò il Cremlino per trasferirsi con loro nella dimora di Preobraženskoe, sul fiume Jauza. Qui, il giovane Pietro ebbe modo di divertirsi giocando alla guerra insieme a quei compagni di giochi assegnatigli quando aveva cinque anni e provenienti dalle più nobili famiglie di boiari. Nel giro di poco tempo Pietro creò a Preobraženskoe un vero e proprio accampamento di militari adolescenti.
L'arruolamento in questo "esercito" fu permesso anche ai ragazzi provenienti dalle basse classi sociali come i figli di scudieri e dei servi. Fu da questa accolta di giovani nobili e stallieri che Pietro in seguito formerà il reggimento Preobraženskij, rimasto in azione fino alla caduta della monarchia russa nel 1917. Invece di assumere il grado di colonnello, Pietro si arruolò nel reggimento Preobraženskij come tamburino per poter così suonare lo strumento che adorava.
Egli non faceva mai distinzione tra sé e gli altri suoi compagni di reggimento, arrivando perfino a dormire nelle loro stesse tende e a mangiare il medesimo cibo. Era sua convinzione che «...bisogna imparare il mestiere di soldato ed eventualmente fare carriera iniziando dalla gavetta» e che se lui, lo zar, si comportava così, nessun nobile avrebbe osato reclamare per sé ruoli di comando sulla base del titolo. Questo curioso comportamento, Pietro se lo porterà dietro per tutta la vita; infatti, quando marcerà con il suo vero esercito o navigherà con la sua vera flotta, lo farà sempre da ufficiale subalterno e mai come capo supremo.
Passando gran parte del suo tempo nei suoi giochi militari, Pietro si era fortificato nel corpo ma non nella cultura. Infatti, da quando aveva lasciato il Cremlino, il giovane Pietro aveva quasi completamente abbandonato gli studi. Nel 1688 Pietro ricevette in regalo dal principe Jakov Dolgorukij un sestante. Visto che nessuno era però in grado di dirgli come funzionasse quello strumento, lo zar si recò nel Quartiere Tedesco in cerca di un esperto, che fu trovato nella persona di Franz Timmerman, un anziano mercante olandese: l'uomo fu ben disposto a spiegare a Pietro l'utilizzo del sestante, ma in cambio pretese che il giovane zar si mettesse a studiare l'aritmetica e la geometria; Pietro, spinto dal desiderio di usare lo strumento, si mise di buona lena a studiare aritmetica e geometria e tornò ad interessarsi anche a vecchie materie come la geografia.
Insieme a Timmerman, Pietro compì visite nei villaggi vicini e nelle vaste tenute reali. Nel giugno 1688, mentre si trovavano in una tenuta reale vicino a Izmajlovo, Pietro trovò in un magazzino una vecchia barca rimasta inutilizzata da tempo e quasi completamente marcita. Su ordine dello zar, Timmerman rimise a nuovo la barca e da quando essa fu pronta in poi Pietro andò in barca tutti i giorni lungo il fiume Jauza prendendo lezioni di vela.
Desideroso di costruire nuove barche, insieme a Timmerman e a Brandt, falegname olandese giunto in Russia nel 1660, Pietro costruì un cantiere navale sulla riva orientale del lago Pleščeevo vicino a Pereslavl'. Insieme a loro, e ad altri operai olandesi, lo zar lavorò alla costruzione di cinque navi; tuttavia nessuna di esse era terminata allorquando Pietro fu costretto a tornare a Mosca per l'inverno.

### Matrimonio con Evdokija

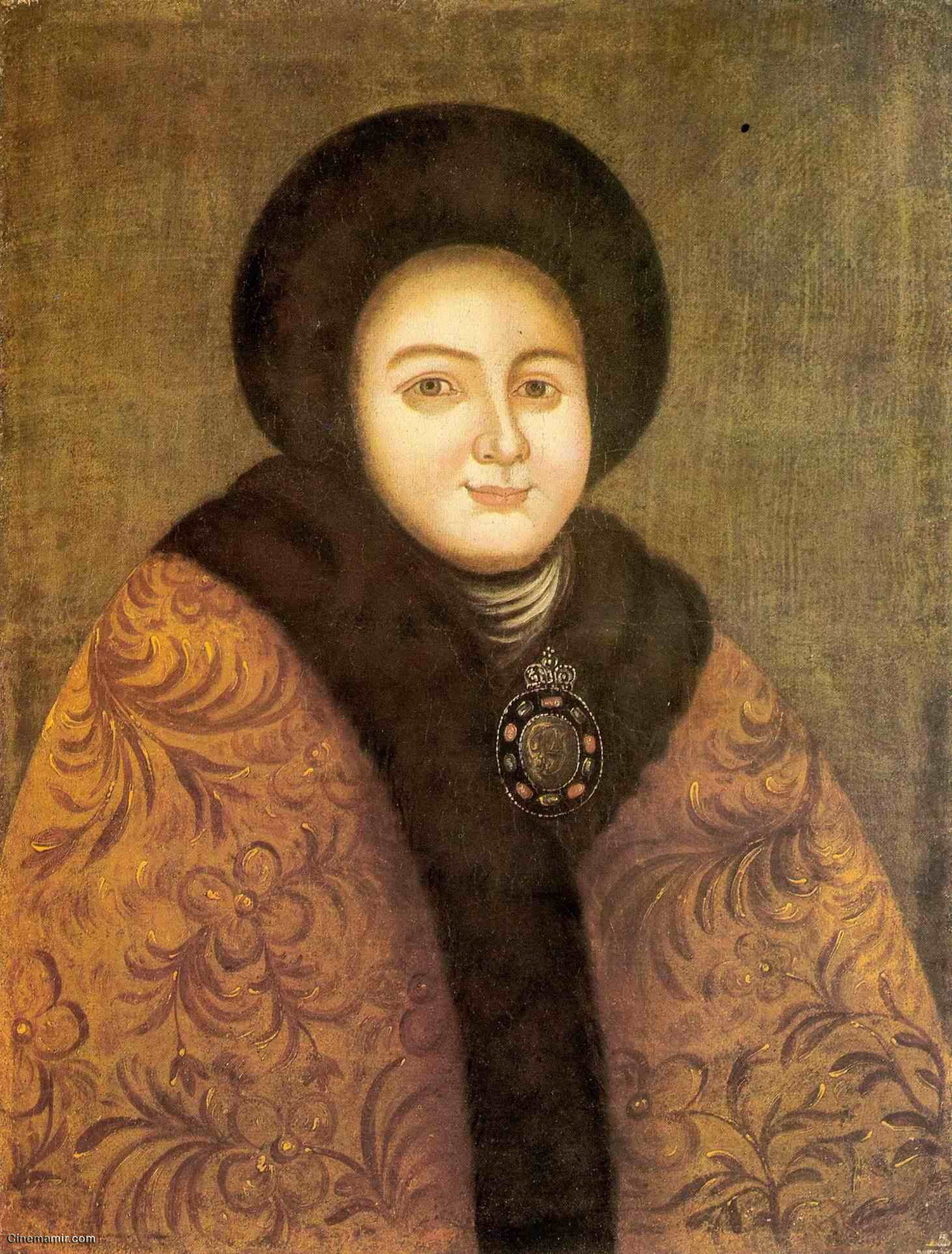
Evdokija Fëdorovna Lopuchina, prima moglie di Pietro.

Nel frattempo si era aperto il problema della successione al trono. Ivan, infatti, dal matrimonio al quale era stato costretto aveva avuto solo figlie femmine e alla zarevna Sofia era impedito il matrimonio. Pietro si trovava così costretto a sposarsi e a generare un erede per il trono di Russia. Poiché egli non dimostrava il minimo interesse per la cosa lasciò che fosse la madre Natalia a combinare il matrimonio.
La donna scelse per il figlio la giovane Evdokija Lopukhina, appartenente ad una vecchia famiglia moscovita. Il loro matrimonio, celebrato il 27 gennaio 1689, si rivelò un completo fallimento a tal punto che, dopo poco tempo, a stento Pietro riusciva a sopportare la presenza della moglie al suo fianco. Ben presto tra la stessa Natalia ed Evdokija iniziarono forti tensioni e divergenze.

### Al lago Pleščeevo
Nell'aprile 1689 Pietro prese le distanze da moglie e madre e fece ritorno al lago Pleščeevo per controllare a che punto fosse la costruzione delle navi. Un ordine perentorio della madre lo costrinse a fare ritorno a Mosca, dalla quale riuscirà ad allontanarsi solamente un mese dopo per far ritorno al lago per completare le navi.
Gli anni di reggenza furono per la Russia un vero disastro: l'esercito era male organizzato, la colonizzazione delle lontane province siberiane si era arrestata e il commercio russo languiva in mani straniere. Gli unici successi erano riscontrabili in politica estera; tuttavia, questo non bastava a far cessare il malumore del popolo.
Costretto nuovamente a tornare a Mosca per una cerimonia ufficiale, Pietro venne messo al corrente del fatto che si stava avvicinando una crisi politica che forse avrebbe portato alla fine politica della reggente Sofia. Infatti le due campagne militari in Crimea, volute dalla reggente e guidate dal di lei amante, il principe Vasilij Golicyn, si erano concluse con due completi fallimenti e ciò aveva suscitato un'ondata di risentimento nei sempre più numerosi oppositori al regime di Sofia.

### L'esautorazione di Sofia
Nel tardo pomeriggio del 17 agosto 1689 iniziò a circolare una lettera anonima nella quale si comunicava che nel corso della notte l'esercito privato di Pietro avrebbe assaltato il Cremlino e ucciso lo zar Ivan e la reggente Sofia. Fëdor Šaklovitij, il nuovo comandante degli strelizzi, ordinò quindi che le porte del Cremlino fossero chiuse e che un gruppo di sentinelle pattugliasse tutta la strada per Preobraženskoe. A Preobraženskoe la notizia dell'agitazione al Cremlino causò qualche allarmismo, ma non venne presa nessuna precauzione.
Quella sera un ciambellano di Pietro venne inviato al Cremlino con un dispaccio d'ordinaria amministrazione. Sapendo che era stato inviato da Pietro, il corriere venne catturato e condotto alla presenza di Šaklovitij. Appena seppe quanto capitato al messaggero di Pietro, il luogotenente colonnello degli strelizzi Larion Elizarov, fedele allo zar Pietro, dedusse che stava per iniziare l'attacco a Preobraženskoe e inviò due uomini ad avvisare lo zar. I due messaggeri giunsero a Preobraženskoe poco dopo la mezzanotte e informarono Pietro dell'imminente attacco da parte degli strelizzi. Pietro, insieme ad alcuni fedelissimi, fuggì nel cuore della notte da Preobraženskoe per rifugiarsi al monastero della Trinità. Nel giro di poche ore Natalia ed Evdokija, fuggite da Preobraženskoe e scortate dai soldati-ragazzi di Pietro, giunsero anch'esse al monastero.
Compreso che la fuga di Pietro verso il monastero poteva essere usata a vantaggio politico dello zar, Sofia capì che la sua posizione era seriamente minacciata. Quando seppe che Pietro aveva ordinato al colonnello del reggimento Stremjani, Ivan Cykler, di raggiungerlo immediatamente al monastero balenò in lei il terrore che Cykler potesse confessare sotto tortura le intenzioni di Šaklovitij di eliminare i Naryškin. Quando giunse al monastero, Cykler disse tutto quello che sapeva senza bisogno della tortura e si offrì di passare dalla parte di Pietro. Vistasi perduta, Sofia capì che la sua unica salvezza sarebbe stata una riconciliazione e inviò al monastero Ivan Troekurov affinché persuadesse Pietro a ritornare nella capitale. La missione di Troekurov ebbe però esito negativo.
Pietro scrisse poi una lettera ai colonnelli di tutti i reggimenti degli strelizzi ordinando loro di raggiungerlo al monastero con dieci uomini di ogni reggimento. Sofia, per impedire una tale mobilitazione di strelizzi, dichiarò che chiunque avesse avuto intenzione di partire per il monastero sarebbe stato decapitato. Il giorno seguente Pietro inviò un dispaccio ufficiale allo zar Ivan e a Sofia nel quale pregava la sorellastra affinché provvedesse a che i suoi ordini fossero rispettati. La reggente, nella speranza di ottenere una riconciliazione, supplicò il patriarca Gioacchino di recarsi al convento a persuadere Pietro. Il patriarca si recò al monastero, ma appena vi giunse si schierò subito dalla parte del giovane zar.
Il 27 agosto Pietro inviò nuove lettere ripetendo gli stessi ordini delle precedenti e minacciando di morte coloro che non lo avessero ubbidito. Queste lettere sortirono il loro effetto e una massa di strelizzi abbandonò la capitale per recarsi al monastero. In un ultimo tentativo di risolvere la crisi tramite una riconciliazione, Sofia decise di recarsi lei stessa a parlamentare con Pietro.
Partì accompagnata da Golicyn, Šaklovitij e un drappello di strelizzi, ma una volta giunta al villaggio di Vozdviž venne fermata dagli uomini di Pietro e costretta a tornare a Mosca. Poche ore dopo Pietro inviò alla sorella altre missive nelle quali annunciava di aver scoperto l'esistenza di un complotto per assassinarlo e che i due cospiratori erano Šaklovitij e Sil'vestr Medvedev, i quali dovevano essere arrestati e condotti al monastero per essere processati. Tali lettere spinsero la maggior parte degli strelizzi ad abbandonare Sofia e a schierarsi con Pietro; rimasta sola e senza via d'uscita, Sofia tentò di arringare una folla di strelizzi e di cittadini, senza però riuscirvi. Il 14 settembre giunse nel Quartiere Tedesco un proclama di Pietro rivolto a tutti i militari che risiedevano nel quartiere, nel quale ribadiva l'esistenza di un complotto e li invitava a raggiungerlo al monastero. Dopo un dubbio iniziale gli ufficiali stranieri, capitanati dal generale Patrick Gordon, partirono alla volta del monastero; gli strelizzi rimasti a Mosca minacciarono Sofia di dare inizio ad una rivolta se non fosse stato consegnato loro Šaklovitij. La donna, nel timore di venire anch'essa uccisa in un eventuale tumulto, lo consegnò loro ed essi lo portarono al cospetto di Pietro.
La lotta era finita e la reggenza conclusa; Pietro aveva vinto. Alla vittoria doveva seguire la vendetta. Il primo a subirne le più dure conseguenze fu Šaklovitij: interrogato sotto tortura confessò di aver tramato contro Pietro e fu per questo condannato a morte e decapitato quattro giorni dopo fuori dalle mura del convento. Medvedev, intercettato mentre tentava la fuga in Polonia, fu condotto al monastero, torturato, imprigionato, nuovamente torturato e infine, due anni dopo, giustiziato; Golicyn, il quale si era presentato al monastero di sua spontanea volontà il giorno dell'arresto di Šaklovitij, fu privato del titolo di boiardo e delle sue proprietà ed esiliato con la famiglia in un villaggio dell'Artico. La reggente Sofia venne deposta e costretta a ritirarsi a vita nel convento di Novodevicij. Il 16 ottobre 1689 Pietro fece finalmente ritorno a Mosca tra due ali di folla in ginocchio che gli riconosceva per sempre il titolo di monarca assoluto.

### I primi anni di regno
Per altri cinque anni lo zar trascurò il governo per ritornare alla vita che conduceva a Preobraženskoe e al lago Pleščeevo, fatta di soldati-ragazzi, di barche e di assenza di responsabilità. Durante questo periodo il governo fu amministrato da un ristretto gruppo di persone che aveva sostenuto Pietro nel suo recente scontro con la reggente Sofia.
La zarina Natalia ne era il capo nominale; il patriarca Gioacchino era il suo più stretto collaboratore; Lev Naryškin, fratello di Natalia, era il direttore degli Affari esteri e il boiaro Tikhon Strešnev era il ministro degli Interni. Si annoveravano al governo anche altri nomi di prestigio: Boris Golicyn, Urusov, Romodanovskij, Troekurov, Prozorovskij, Golovkin, Dolgorukij. Repnin e Vinius conservarono i loro mandati e Boris Petrovič Šeremetev rimase a capo dell'armata russa meridionale a fronteggiare i tartari.

#### Nascita dello zarevic e morte del patriarca
Il 28 febbraio 1690 nacque lo zarevic Alessio Petrovic. A questa grande gioia per la Russia fece seguito un grande lutto: il 17 marzo di quello stesso anno morì infatti il patriarca Gioacchino. Come suo successore parte del clero più colto, e lo stesso Pietro, proponeva Marcello, metropolita di Pskov mentre la zarina Natalia e i boiari proposero Adriano, metropolita di Kazan'. Dopo cinque mesi di dibattito, nonostante la ferma opposizione di Pietro, fu scelto Adriano.

#### L'Allegra Compagnia
A partire dal 1690, dopo la morte del patriarca Gioacchino, Pietro iniziò a frequentare sempre più assiduamente il Quartiere Tedesco. In tale luogo ebbe modo di conoscere e stringere amicizia con Andrej Vinius, un russo olandese, con il generale scozzese Patrick Gordon e con l'avventuriero svizzero François Le Fort. Fu proprio a casa di Le Fort che Pietro conobbe la giovane Anna Mons, figlia di un mercante di vini di Vestfalia.
In breve tempo Anna divenne sua amante e lo rimase per ben dodici anni, nel corso dei quali più di una volta la donna sperò di poter rimpiazzare Evdokija come zarina di Russia. Lo zar, Vinius, Gordon, Lefort, i principi russi Mikhail Cerkasskij e Fëdor Romodanovskij e altre persone formarono un gruppo molto compatto che prese il nome di "Allegra Compagnia". Il gruppo conduceva una vita vagabonda piombando all'improvviso a mangiare, bere e dormire in qualche villa nobiliare con grande stupore dei proprietari.

#### Giochi militari
Durante l'estate 1690 Pietro partecipò ad una manovra militare durante la quale il reggimento Preobraženskij attaccò il campo fortificato del reggimento Semënovskij. Durante questa esercitazione, Pietro stesso rimase ferito quando un recipiente pieno di polvere pirica gli scoppiò vicino ustionandogli il viso. Nell'autunno 1691 ebbero luogo due finte battaglie tra i due reggimenti. Nella seconda di esse alcuni soldati persero la vita e Gordon e il principe Ivan Dolgorukij rimasero feriti, ma mentre il primo se la cavò con una settimana di riposo a letto, il secondo morì pochi giorni dopo a causa di un'infezione.

#### Arcangelo
Durante tutto questo periodo Pietro non aveva dimenticato le sue barche. Nel 1691 assunse venti ingegneri navali olandesi e quando si recò al lago Pleščeevo li trovò a lavorare con Brandt a due fregate e a tre imbarcazioni da diporto. Nel 1692 Pietro si recò al lago per ben quattro volte e in una di queste occasioni si fece accompagnare dalla madre e dalla moglie. Tornato a Mosca, nel novembre 1692, Pietro fu colpito da un forte attacco di dissenteria che lo costrinse a letto per sei settimane e che fece temere per la sua vita.
A fine febbraio 1693 Pietro si recò nuovamente a Preslav'l a lavorare alle sue navi e vi rimase per tutta la durata della Quaresima. Nel luglio di quello stesso anno Pietro, ormai stancatosi del lago Pleščeevo, si recò ad Arcangelo, un porto sito vicino al Mar Bianco, dove iniziò a navigare in mare aperto a bordo del San Pietro, un piccolo battello costruito appositamente per lui.
Al termine dell'estate Pietro iniziò la costruzione di un vascello più grande dando ordine che venisse terminato entro l'inverno. Inoltre chiese a Lefort e a Vinius di ordinare una fregata olandese a Nicholas Witsen, borgomastro di Amsterdam. Lasciato Arcangelo a metà settembre, Pietro rientrò a Mosca un mese dopo. Il 4 febbraio 1694, dopo una malattia di soli due giorni, la zarina Natalia morì all'età di quarantadue anni. Pietro si trovava ad un banchetto quando fu avvertito che sua madre stava morendo.
Corse immediatamente da lei, ma dopo un diverbio con il patriarca Adriano se ne andò incollerito. Si trovava a Preobraženskoe quando gli comunicarono che sua madre era morta. Caduto nello sconforto, Pietro non partecipò neppure ai funerali della madre, ma si recò a tumulazione avvenuta a pregare da solo sulla sua tomba. Nella primavera 1694 Pietro tornò ad Arcangelo, ove trovò completata la nave da lui iniziata l'estate precedente e alla quale venne dato il nome di San Paolo.
Deciso a recarsi al monastero Soloveckij, la notte del 10 giugno Pietro salì a bordo del San Pietro insieme ad Afanasij, arcivescovo di Kholmogory, alcuni amici e un gruppo di soldati. Il giorno seguente, ad 80 miglia al largo di Arcangelo, l'imbarcazione fu colpita da un violento nubifragio. Dopo circa ventiquattro ore di terrore la piccola nave giunse al monastero Pertominsk, nella cui cappella si radunò l'intero equipaggio per ringraziare il Signore di aver salvato loro le vite. Il 16 giugno Pietro salpò nuovamente alla volta del monastero Soloveckij, dove rimase tre giorni.
Il suo ritorno ad Arcangelo fu salutato con gioia dagli amici, i quali temevano che, visto il temporale, il San Pietro fosse naufragato. Il 21 luglio la fregata olandese Sacra Profezia che Pietro aveva ordinato giunse al porto di Arcangelo. Una settimana più tardi la piccola flotta di Pietro scortò un convoglio di mercantili olandesi e inglesi di ritorno in patria fino a Svjatoj Nos. Memore dell'esperienza precedente Pietro non volle avventurarsi nelle acque del Mar Glaciale Artico e fece quindi ritorno ad Arcangelo, dal quale partì il 3 settembre per ritornare a Mosca.
Nel settembre 1694 in un'ampia vallata vicino al villaggio di Kožuchovo si tenne l'ultima esercitazione militare di Pietro in tempo di pace. Lo zar infatti decise che era giunto il momento di smettere di giocare alla guerra e di rivolgere il suo esercito contro i turchi con i quali la Russia era ancora in stato di guerra.

### Prima Campagna d'Azov
Nell'inverno 1695 Pietro annunciò che in estate la Russia avrebbe ripreso la guerra contro i Tartari della Crimea e il loro padrone, l'Impero ottomano. Il desiderio di Pietro di raggiungere il mare e di mettere alla prova il suo esercito insieme ad altre ragioni (le continue incursioni tartare e la necessità di ottenere un risultato militare che soddisfacesse la Polonia) spinsero Pietro ad attaccare la fortezza turca di Azov, necessaria per ottenere il controllo delle foci dei fiumi Dnepr e Don e quindi l'accesso al Mar Nero.
Diversamente dalle precedenti spedizioni, Pietro decise di usare le chiatte come mezzo di trasporto; furono formate due distinte armate: l'armata orientale, il cui compito era quello di muoversi a sud del Don per attaccare la fortezza di Azov, e quella occidentale, il cui compito era muoversi lungo il Dnepr per attaccare i due forti di Očakiv e Kazikerman e distrarre il grosso della cavalleria tartara dalle truppe di Pietro ad Azov. Nel mese di marzo il generale Gordon lasciò Mosca con 10.000 soldati, muovendo verso sud attraverso la steppa mentre il grosso dell'esercito (21.000 uomini) con Pietro, Lefort e Golovin lasciò la capitale a maggio imbarcandosi sulle chiatte, raggiungendo Gordon ad Azov il 29 giugno.
La campagna si rivelò però fallimentare a causa di diversi problemi: mancavano ingegneri esperti in assedi, il sistema di approvvigionamento era impreparato ad affrontare il problema del vettovagliamento di 30.000 uomini per un lungo periodo e gli strelizzi si rifiutavano di eseguire ordini impartiti da ufficiali europei. A peggiorare la situazione fu il tradimento del marinaio olandese Jacob Jensen che, passato ai turchi, rivelò loro importanti informazioni per sconfiggere l'esercito russo. Il 15 agosto i russi sferrarono un massiccio attacco a sorpresa contro la fortezza senza però riuscire ad espugnarla e riportando perdite superiori ai millecinquecento uomini.
Un secondo attacco fallimentare e l'arrivo del freddo inverno costrinsero Pietro a togliere l'assedio ad Azov il 12 ottobre. La ritirata verso nord fu un disastro, che costò in vite umane più della campagna di assedio. Per sette settimane i russi arrancarono sotto la pioggia attraverso la steppa inseguiti e falcidiati dalla cavalleria tartara. Il 2 dicembre i superstiti raggiunsero Mosca. Pietro, imitando i precedenti di Sofia e Golicyn che egli stesso aveva condannato, tentò di mascherare la sconfitta imbastendo un trionfale rientro nella capitale.

### Seconda Campagna d'Azov
Senza perdersi d'animo, Pietro iniziò subito i preparativi per un secondo attacco, badando bene di risolvere i problemi che si erano creati nel corso del primo: richiese all'imperatore esperti artiglieri, ingegneri e abili marinai, ordinò la costruzione di 25 galee provviste di armamento e di 1.300 nuove chiatte in grado sia di trasportare viveri e truppe sia di poter affrontare le navi turche. Affinché fossero pronte entro il mese di maggio 1696, Pietro fece costruire nuovi cantieri navali a Voronež, città sul fiume Don; ampliò i cantieri già esistenti; reclutò un enorme numero di operai e si appellò al doge di Venezia affinché gli mandasse tecnici esperti nella costruzione delle galee.
Lo stesso Pietro si mise a costruire le navi: mentre il futuro "Grande" era impegnato in questa fatica erculea, l'8 febbraio 1696 lo zar Ivan morì improvvisamente. Ora Pietro era il solo zar, l'unico, supremo governatore dello Stato russo. Nonostante la mobilitazione generale fosse più circoscritta rispetto alla precedente, la forza destinata a sferrare il secondo assalto ad Azov era il doppio: 46.000 soldati russi affiancati da 15.000 cosacchi ucraini, 5.000 cosacchi del Don e 3.000 calmucchi.
Il 3 maggio parte della flotta russa iniziò il suo viaggio lungo il Don. Pietro, partito tempo dopo con una flotta di otto galee leggere, raggiunse il grosso della flotta il 26 maggio. Si aprirono subito le ostilità. Il 29 maggio, mentre i turchi stavano trasportando dalle navi a terra i viveri destinati alla fortezza, i cosacchi riuscirono a catturarne dieci e a mettere in fuga gli altri. Alcuni giorni dopo Pietro riuscì a far passare indisturbata la sua intera forza di 29 galee oltre la fortezza di Azov. La città venne così completamente isolata. L'esercito russo riuscì a cingere completamente d'assedio la città.
Il 26 giugno i cannoni russi aprirono il fuoco contro la fortezza di Azov; giorni dopo i turchi annunciarono la loro resa: Pietro permise loro di lasciare Azov chiedendo però in cambio la consegna da parte loro del traditore Jensen, fece convertire le moschee presenti nell'abitato in chiese cristiane, ordinò la demolizione di tutte le opere d'assedio e il ripristino delle mura fortificate e dei bastioni della città. Prima di lasciare Azov, Pietro assistette alla messa celebrata in una chiesa nuova. Il 10 ottobre lo zar fece trionfale ritorno a Mosca.

### Costituzione della flotta russa
Non appena celebrato il trionfo di Mosca, Pietro riunì a Preobraženskoe il consiglio dei boiari e annunciò la sua intenzione di colonizzare Azov e Taganrog e di costruire una flotta navale: Trentamila famiglie di contadini e tremila strelizzi furono inviati ad Azov come colonizzatori militari mentre ventimila ucraini furono inviati a Taganrog a costruire il porto.
Il 20 ottobre 1696 un decreto approvò la costituzione della Marina russa; gli oneri per la costruzione delle nuove navi, che sarebbero state approntate entro diciotto mesi nei cantieri di Voronež, furono suddivisi tra i mercanti, la chiesa e i proprietari terrieri: lo Stato avrebbe costruito per proprio contro dieci navi; ogni latifondista ne avrebbe costruita una; così come una ne doveva costruire ogni grande monastero.
Nonostante da tutta Europa giungessero carpentieri navali, per costruire la flotta che Pietro aveva in mente ci sarebbe stato bisogno di molti più tecnici. Altro problema si sarebbe presentato allorquando la flotta fosse stata varata, poiché almeno alcuni ufficiali dovevano essere russi. Il 22 novembre Pietro dichiarò che avrebbe mandato più di cinquanta russi, in gran parte giovani rampolli delle famiglie più nobili, in Europa a studiare nautica e ingegneria navale. Negli anni che seguirono, decine e decine di altri giovani russi vennero inviati all'estero per l'addestramento nautico; le conoscenze che portarono con sé al loro rimpatrio concorsero a trasformare la Russia.

### La Grande Ambasceria
Con la presa di Azov, Pietro aveva però ottenuto l'accesso solo al Mar d'Azov, perché l'entrata al Mar Nero era ancora bloccata dalla potente fortezza turca di Kerč', posta di traverso sullo stretto tra il Mar d'Azov e il Mar Nero. Per forzare questo stretto la Russia aveva bisogno non solo di uomini e tecnologia avanzata, ma anche di alleati potenti e fidati.
Con lo scopo principale di creare un'alleanza contro i turchi, venne costituita la "Grande Ambasceria", alla quale avrebbe preso parte lo stesso zar in incognito con il nome di Petr Mikhajlov. Capo dell'Ambasceria, con il grado di primo ambasciatore, venne nominato Lefort. Gli altri due ambasciatori erano Fëdor Golovin e Prokofij Voznicyn. Al loro seguito c'erano venti nobili e trentacinque volontari, ai quali facevano seguito ciambellani, preti, segretari, interpreti, musici, cantori, cuochi, cocchieri, settanta soldati e quattro nani, per un totale di oltre duecentocinquanta persone.
Per governare la Russia in sua assenza, Pietro istituì un consiglio di reggenza composto da Lev Naryškin, dal principe Boris Golicyn e dal principe Pëtr Prozorovskij; nominalmente subordinato a questi tre uomini, ma di fatto viceré di Russia, fu il principe Fëdor Romodanovskij. La vigilia della partenza dell'Ambasceria fu funestata da un tragico episodio: il colonnello degli strelizzi Ivan Cykler e due boiari furono imprigionati con l'accusa di aver complottato contro lo zar.
Nonostante la scarsità di prove contro di essi, furono tutti condannati a morte e giustiziati in uno dei modi più atroci che la storia conosca: furono tagliate loro prima le gambe e le braccia, poi la testa e sotto il palco del boia era stata posta la bara di Ivan Miloslavskij, aperta affinché il sangue dei condannati defluisse sul cadavere. Il 20 marzo 1697 la Grande Ambasceria partiva alla volta di Novgorod e Pskov.

#### Livonia
Attraversata la frontiera russa, entrò nella provincia baltica della Livonia, controllata dagli svedesi. Intenzionato ad attraversare la Dvina, Pietro fu invece costretto, causa la presenza di ghiaccio nel fiume, a fermarsi per una settimana a Riga, capitale della Livonia. Erik Dahlberg, governatore svedese di Riga, si ritrovò completamente impreparato a ricevere con i dovuti onori i membri dell'Ambasceria.
Per tutta la settimana non si tennero banchetti o ricevimenti per gli ambasciatori. Inoltre lo zar, sorpreso a disegnare e a misurare i bastioni della città, rischiò di essere ucciso da una sentinella svedese che lo credeva una spia russa. La vicenda si risolse con le scuse di Dahlberg fatte allo zar. Questi eventi contribuirono a far sì che nella memoria di Pietro Riga rimanesse sempre una città sgradevole e inospitale.

#### Ducato di Curlandia
Attraversata la Dvina, Pietro entrò nel ducato di Curlandia. Sebbene il suo paese fosse povero, il duca Federico Casimiro Kettler non commise l'errore di Riga e onorò l'Ambasceria con fastosi intrattenimenti.

#### Brandeburgo
Destinazione successiva fu Königsberg, nell'elettorato del Brandeburgo, ove Pietro fu accolto dall'elettore stesso, Federico III di Hohenzollern. Federico sognava di trasformare l'elettorato in un potente regno che assumesse il nome di Prussia e di trasformare il proprio titolo in Federico I, re di Prussia. Il titolo gli poteva essere concesso dall'imperatore d'Austria, ma l'espansione del regno poteva avere luogo solo a spese della Svezia. Federico cercava quindi l'alleanza russa per contrapporsi alla Svezia. Pietro, ancora in guerra con la Turchia, non ritenne opportuno provocare gli svedesi ma stabilì con Federico un trattato di mutuo soccorso in caso di attacco da parte dei loro reciproci nemici.
Malauguratamente anche a Königsberg Pietro si mise nei guai. Il giorno del suo onomastico, facendo conto su una visita di Federico, Pietro aveva preparato uno spettacolo pirotecnico in suo onore. Ignaro dell'importanza della giornata, Federico aveva lasciato la città e delegato alcuni suoi ministri a rappresentarlo alla festa dello zar. Pietro, rimasto offeso, proferì a voce alta la frase «L'elettore è una persona eccellente, ma i suoi ministri sono il diavolo!» e poi, preso dall'ira, cacciò in malo modo un brandeburghese che pensava stesse ridendo di lui.
Sbollita la rabbia, lo zar scrisse una lettera di scuse a Federico e prima della partenza fece ulteriore ammenda inviando a Federico un grosso rubino. Sebbene desideroso di partire alla volta dell'Olanda, Pietro si volle trattenere a Königsberg fino a quando non si fosse risolta la situazione della Polonia, il cui trono era conteso da due pretendenti: Augusto, elettore di Sassonia e Francesco Luigi di Borbone, principe di Conti, sostenuto da Luigi XIV.
Un re francese sul trono polacco avrebbe significato la fine della partecipazione della Polonia alla guerra contro i turchi e l'estensione del potere della Francia nell'Europa orientale. Se la Dieta avesse eletto Conti come re, Pietro era pronto ad invadere la Polonia. Verso metà agosto giunse la notizia che Augusto di Sassonia era stato eletto re di Polonia. Felice della cosa Pietro desiderava raggiungere l'Olanda via mare, ma fu costretto a cambiare i suoi piani a causa della presenza nel Baltico di navi da guerra francesi.
Lo zar lasciò Königsberg in gran segreto per evitare di incontrare curiosi desiderosi di vederlo. Passando per la Germania, a Koppenbrügge, Pietro ebbe modo di conoscere e pranzare con Sofia, vedova dell'elettore di Hannover, e sua figlia Sofia Carlotta, elettrice del Brandeburgo. Dopo questi incontri, Pietro si diresse verso l'Olanda.

#### Olanda
Desideroso di visitare la città di Zaandam, celebre per i suoi cantieri navali, una volta che fu giunto ad Emmerich sul Reno, Pietro noleggiò una barca e si diresse con essa alla volta della città. Vi giunse la mattina di domenica 18 agosto. Presentatosi in incognito ad un cantiere, lo zar iniziò a lavorare insieme agli altri operai alla costruzione delle navi. In breve tempo la sua identità venne scoperta e in ancor minor tempo gente da tutta l'Olanda giunse a Zaandam per vederlo. Pietro, non sopportando tutta quella folla che gli impediva anche di uscire di casa, fu costretto a lasciare in fretta la città e a fare rotta verso Amsterdam.
I magnati di Amsterdam, intuendo l'importanza che questa Ambasceria avrebbe potuto avere in futuro, per uno sviluppo commerciale con la Russia, avevano deciso di riceverla con gli onori e il protocollo riservati ai re. Furono quindi organizzati ricevimenti, rappresentazioni d'opera e balletti. Fu durante questi festeggiamenti che Pietro conobbe Nicholas Witsen, borgomastro della città. Con l'aiuto di Witsen, Pietro venne assunto a lavorare presso i cantieri della Compagnia delle Indie Orientali; inoltre, per aiutarlo nel tirocinio della costruzione nautica, il consiglio dei direttori della Compagnia delle Indie Orientali ordinò di gettare la chiglia di una nuova fregata, affinché lo zar e i suoi compagni potessero studiare i metodi di costruzione olandesi proprio fin dall'inizio. La fregata fu infine chiamata Gli Apostoli Pietro e Paolo e Pietro lavorò alla realizzazione di ogni sua fase.
La curiosità di Pietro era insaziabile. Voleva vedere tutto con i propri occhi; visitò fattorie, segherie, filande, cartiere, botteghe di artigiani, musei, giardini botanici e laboratori. Durante i suoi mesi di permanenza ad Amsterdam conobbe architetti, scultori e Van der Heyden, l'inventore della pompa da incendio, che tentò di persuadere a trasferirsi in Russia. Fece visita all'architetto Simon Schonvoet, al museo di Jacob de Wilke e imparò a disegnare sotto la guida di Schonebeck.
A Delft fece visita all'ingegnere barone di Coehoorn, che gli dette lezioni sulla scienza delle fortificazioni. Diverse volte Pietro lasciò il cantiere per far visita al professor Fredrik Ruysch, noto professore di anatomia. Fu Ruysch a consigliare Pietro nella scelta dei medici da portare in Russia addetti all'esercito e alla marina. A Leida Pietro conobbe il dottor Boerhaave, professore di anatomia e direttore di un noto giardino botanico. A Delft incontrò il naturalista Antoni van Leeuwenhoek, inventore del microscopio.
Ad Utrecht Pietro ebbe modo di conoscere Guglielmo III d'Orange, re d'Inghilterra e statolder dell'Olanda, un uomo che lo zar aveva ammirato fin dall'infanzia: Pietro gli propose un'alleanza di cristiani contro i turchi, ma Guglielmo, già impegnato nella guerra con la Francia, non volle assumersi l'onere di aprire un altro fronte di ostilità in oriente. Pietro, tramite la persona di Lefort, fece la stessa proposta ai capi formali dell'Olanda, Le Loro Sovranità degli Stati Generali, ma anche da essi ricevette parere contrario.
In Olanda Pietro conobbe anche il celebre ammiraglio olandese Gilles Schey, il quale fece realizzare per lui una grande finta battaglia navale sull'Ij. Pietro tentò di persuadere con ogni mezzo l'ammiraglio ad andare in Russia per supervisionare la costruzione della sua flotta, ma l'uomo declinò l'offerta proponendo al proprio posto l'ammiraglio Cornelius Cruys. Durante l'autunno Pietro, accompagnato da Witsen, visitò l'Olanda in lungo e in largo. Eccetto che per queste gite, Pietro lavorò nel cantiere navale per quattro mesi; Il 16 novembre la nave era pronta per il varo e Witsen, a nome della città di Amsterdam, la offrì in dono a Pietro.
Lo zar, commosso, volle chiamare la fregata Amsterdam. Pietro era compiaciuto del dono, ma lo fu ancora di più dell'attestato ricevuto da Gerrit Pool, il capocantiere, dove si attestava che Petr Mikhajlov aveva acquisito le nozioni fondamentali dell'arte nautica. Desideroso di apprendere i segreti fondamentali del disegno nautico, ora che la fregata era finita, Pietro decise di recarsi in Inghilterra per studiare le tecniche nautiche inglesi. Il 7 gennaio 1698, dopo cinque mesi di permanenza in Olanda, Pietro e il suo seguito salirono a bordo della Yorke, nave ammiraglia di Sir David Mitchell, che il giorno seguente partì per l'Inghilterra.

#### Inghilterra
Ventiquattro ore dopo la Yorke arrivò al largo della costa di Suffolk. Alla foce del Tamigi l'ammiraglio Mitchell e Pietro si trasferirono su un'imbarcazione più piccola denominata Mary. La Mary risalì il Tamigi e la mattina dell'11 gennaio gettò l'ancora vicino al Ponte di Londra. Pietro passò i primi giorni londinesi in una casa sita al numero 21 di Norfolk Street.
Il 23 gennaio, accompagnato dall'ammiraglio Mitchell e da due compagni russi, Pietro incontrò nuovamente re Guglielmo III, che lo ricevette a Kensington Palace. Questa visita fu l'unica cerimonia ufficiale cui partecipò Pietro durante il soggiorno londinese. In incognito amava camminare per la città incuriosito da tutto. Per comodità e per sfuggire alla curiosità della folla, lo zar si trasferì a Deptford nella Sayes Court di proprietà dello scrittore John Evelyn.
Ben sapendo della scarsa osservanza di Pietro nei confronti della fede ortodossa, l'arcivescovo di Canterbury Thomas Tenison e il re Guglielmo, con l'aiuto di Gilbert Burnet, vescovo di Salisbury, tentarono di convertire lo zar al protestantesimo senza riuscirci. In quel periodo diversi appartenenti ad altre religioni tentarono la stessa cosa. Sempre in quel periodo i mercanti inglesi chiesero e ottennero dallo zar il monopolio per il commercio del tabacco in Russia.
Anche in Inghilterra, come in Olanda, Pietro lavorava nei cantieri navali del basso Tamigi. Nei momenti in cui non lavorava girava per Londra e dintorni per visitare tutti i luoghi interessanti. Visitò l'ospedale della marina a Greenwich, le tombe dei sovrani inglesi a Westminster, il castello di Windsor, Hampton Court, l'osservatorio di Greenwich, l'arsenale di Woolwich e la Torre di Londra.
Durante il suo intero soggiorno in Inghilterra Pietro si dedicò alla continua ricerca di uomini qualificati da assumere al proprio servizio facendoli venire in Russia. Alla fine convinse una sessantina di inglesi a seguirlo. Fra loro c'erano il maggiore Leonard van der Stamm, maestro carpentiere navale a Deptfort; il capitano John Perry, ingegnere idraulico al quale Pietro affidò la costruzione del canale Volga-Don, e il professor Henry Farquharson, matematico dell'università di Aberdeen, incaricato di fondare una scuola di matematica e scienza nautica a Mosca.
La simpatia e la gratitudine di Pietro per re Guglielmo divennero ancora più grandi quando il sovrano inglese gli fece dono dell'imbarcazione Royal Transport e raggiunse il culmine quando poté assistere alle manovre navali della flotta inglese, organizzate per lui nell'isola di Wight. Le relazioni tra i due sovrani andarono raffreddandosi quando Pietro scoprì che Guglielmo aveva spinto affinché l'imperatore d'Austria concludesse una pace con i turchi. Se tale pace avesse avuto luogo sarebbero venute meno le ragioni che spinsero Pietro ad istituire la Grande Ambasceria e cioè rafforzare l'alleanza della Russia con gli altri Stati contro i turchi.
Pietro, sebbene riluttante, era dunque costretto a lasciare l'Inghilterra per recarsi a Vienna. Il 18 aprile fece la sua visita di congedo a re Guglielmo. Il 2 maggio lasciò Londra con rammarico a bordo della Royal Transport. Fece un'ultima visita alla Torre e un breve scalo ai cantieri navali di Woolwich per salutare i suoi compagni di lavoro. Rimessasi in viaggio, al crepuscolo la Royal Transport giunse a Gravesend. La mattina seguente salpò alla volta di Margate, dove l'estuario del Tamigi incontra il mare. Qui trovò una squadra navale inglese al comando dell'ammiraglio Mitchell, che lo scortò in Olanda.
Pietro non ritornò mai più in Inghilterra, ma gli rimase talmente nel cuore che ebbe più volte a dire «L'Inghilterra è la più bella e la migliore di tutte le isole del mondo.»

#### Vienna
Durante la permanenza di Pietro in Inghilterra gli altri membri dell'Ambasceria non rimasero con le mani in mano. Al suo ritorno in Olanda Pietro trovò ad attenderlo una grande quantità di materiale, di armi, di strumenti e di provviste navali. Inoltre l'Ambasceria aveva ingaggiato 640 olandesi, tra i quali anche il contrammiraglio Cornelius Cruys e altri ufficiali di marina, marinai, ingegneri, tecnici, costruttori navali, medici e altri specialisti.
Il 15 maggio 1698 Pietro e la Grande Ambasceria lasciarono Amsterdam dirigendosi, attraverso Lipsia, Dresda e Praga, in direzione di Vienna. Poiché l'imperatore Leopoldo I non ammetteva che alcun altro mortale fosse suo pari se non il Papa, vennero a crearsi problemi circa i trattamenti che si sarebbero dovuti tenere nei confronti dello zar di Russia. Pietro ottenne di incontrare il sovrano in modo informale nel Palazzo dei Favoriti.
Nonostante tutte le attenzioni ufficiali ricevute, la missione di Pietro a Vienna fu un fallimento diplomatico. La Grande Ambasceria era andata a Vienna per cercare di convincere l'Austria a una ripresa più intensa della guerra contro i turchi. Invece la diplomazia russa si trovò a discutere con gli Asburgo per evitare una pace separata tra l'impero e il sultano, che di fatto era molto più favorevole all'Austria che non alla Russia. Avendo capito che gli austriaci erano più che risoluti a voler concludere la pace, Pietro pretese che l'imperatore facesse pressioni sui turchi affinché cedessero alla Russia la fortezza di Kerč', senza la quale la nuova flotta russa non avrebbe mai potuto entrare nel Mar Nero. Sebbene fosse convinto che la Turchia non avrebbe mai ceduto la fortezza solo con un'azione diplomatica, l'imperatore promise che non avrebbe sottoscritto alcun trattato di pace con i turchi senza aver prima informato lo zar dei suoi termini.

#### Ritorno in patria
Il 15 luglio 1698, quando tutto era pronto per la partenza dell'Ambasceria alla volta di Venezia, giunse da Mosca un dispaccio urgente di Romodanovskij con notizie inquietanti: quattro reggimenti degli strelizzi, all'ordine di spostarsi da Azov alla frontiera polacca, si erano ribellati e stavano marciando su Mosca. Pietro decise immediatamente di non proseguire, di cancellare la visita a Venezia e ritornare a Mosca per fronteggiare tutto quello che stava accadendo.
Il 19 luglio Pietro lasciò Vienna in direzione della Polonia, dalla quale sarebbe poi proseguito fino a Mosca. A Cracovia venne raggiunto da un messaggero mandato da Voznicyn con nuove e più confortanti notizie: Aleksej Semënovič Šein e il generale Gordon erano riusciti a intercettare e debellare i rivoltosi: 130 erano stati passati per le armi e 1860 erano stati imprigionati. Pietro decise in ogni caso di rientrare in Russia dopo un anno e mezzo di lontananza, ma riprese il viaggio molto più comodamente.
Giunto nella città di Rawa, nella Galizia, Pietro incontrò Augusto, elettore di Sassonia e re di Polonia. I quattro giorni trascorsi a Rawa gettarono le basi per alcuni eventi futuri che avrebbero riguardato il futuro della Russia. Fu infatti durante quei giorni che Augusto, che aveva già ottenuto l'appoggio di Pietro per l'incoronazione a re di Polonia, usufruì dell'amicizia dello zar per portare avanti un altro suo ambizioso progetto: un attacco congiunto agli svedesi per togliere alla Svezia quelle province baltiche che escludevano la Russia e la Polonia dall'accesso al Baltico.
La Grande Ambasceria era giunta al termine e lo scopo per la quale era stata creata era fallito. In termini di risultati pratici e pragmatici invece l'Ambasceria fu un successo. Pietro e i suoi ambasciatori erano riusciti a reclutare più di 800 esperti tecnici europei per essere immessi a vari livelli nell'economia russa. Ciò che aveva avuto modo di vedere e imparare in Europa rafforzò nello zar la sua antica opinione, nata nel Quartiere Tedesco, che i russi si trovavano tecnologicamente indietro di decenni. Pietro quindi era deciso a cambiare la nazione e a fornire egli stesso la forza sufficiente al mutamento.

### Primi cambiamenti in Russia
Nella notte tra il 4 e il 5 settembre 1698 lo zar fece rientro a Mosca e dopo una breve visita al Cremlino andò a passare la notte al Palazzo di legno a Preobraženskoe in compagnia di Anna Mons. La mattina seguente, appena la notizia del suo ritorno si era diffusa, una folla di boiari e di ufficiali si recarono al palazzo per dargli il benvenuto. Pietro li ricevette con grande entusiasmo, poi tirato fuori un rasoio da barbiere iniziò a tagliare le barbe dei presenti.
Per i russi la barba era un ornamento creato da Dio, portato dai profeti, dagli apostoli e da Gesù stesso. Tagliarla significava per loro commettere un peccato mortale. Pietro, invece, pensava che le barbe fossero incivili, ridicole e inutili ed emanò un decreto che obbligava tutti i russi, contadini e sacerdoti esclusi, a radersi. Coloro che volevano continuare a portarla avrebbero dovuto pagare una tassa annuale che variava da un copeco per i contadini che, esentati solo se restavano in campagna, decidevano di entrare in città, a 100 rubli per i ricchi mercanti.
Non molto tempo dopo Pietro cominciò anche ad insistere perché i boiari abbandonassero i tradizionali abiti moscoviti per vestirsi all'occidentale. Nel gennaio del 1700 lo zar emanò un decreto che obbligava boiari, pubblici ufficiali e proprietari terrieri ad abbandonare le loro lunghe vesti e procurarsi dei caffettani ungheresi o di stile tedesco.
Desideroso già da tempo di porre fine al suo matrimonio con Evdokija, mentre si trovava in Europa, Pietro chiese a Lev Naryšlin e Tikhon Strešnev di convincere la zarina a prendere i voti e farsi monaca. Poiché i due uomini preferirono che di tale onere se ne facesse carico lo stesso zar, pochi giorno dopo il suo ritorno a Mosca Pietro convocò la moglie per un'udienza. La donna rifiutò di farsi monaca asserendo il fatto che il suo compito di madre glielo impediva. Lo zar decise quindi di risolvere la questione togliendo Alessio alla madre e affidandolo alle cure della sorella Natalia. Poco tempo dopo, una mattina, venne inviata a palazzo una carrozza; Evdokija vi fu fatta salire e venne trasportata al monastero Okrovski a Suzdal'. Qui, dieci mesi dopo, Evdokija fu obbligata a tagliarsi i capelli e ad assumere il nome monacale di Elena. Pietro era così finalmente libero.
Un altro cambiamento imposto da Pietro riguardava il calendario: fin da tempi antichissimi i russi utilizzavano il calendario bizantino, il quale calcolava gli anni non dalla nascita di Cristo ma dal momento in cui essi reputavano fosse stato creato il mondo e in cui l'anno iniziava il primo settembre. Nel dicembre 1699 decretò che l'anno seguente avrebbe avuto inizio il 1º gennaio e che avrebbe portato il numero di 1700. Veniva adottato così in Russia il calendario giuliano, all'epoca in uso solo in Inghilterra, che sarebbe rimasto in vigore fino al 1918.
Pietro modificò anche il sistema monetario russo. Fino ad allora circolava in Russia un'enorme quantità di monete straniere con sovrimpressa la lettera M che voleva dire Moscovia mentre le uniche monete russe regolari erano dei piccoli pezzi ovali d'argento chiamati copeche. In seguito alla visita alla zecca reale inglese, Pietro era giunto alla conclusione che, per incrementare il commercio, fosse necessario coniare una grande quantità di denaro statale, emesso e protetto dal governo. Ordinò quindi la produzione di un grande numero di monete di rame che sostituissero le copeche; poi coniò altri pezzi d'argento e d'oro fino a giungere al rublo che valeva 100 copeche.
Su consiglio di un servo, Aleksej Kurbatov, Pietro decise anche di adottare in Russia il sistema della carta bollata affinché tutti gli atti ufficiali, i contratti e altri documenti dovessero essere scritti su fogli di carta di stato con sovrimpresso il bollo e, sul lato sinistro, l'aquila zarista. La carta sarebbe stata monopolio di stato e le entrate avrebbero incrementato il Tesoro.

### Lo sterminio degli strelizzi
Nel 1698, gli strelizzi si sollevarono nuovamente.
Per ordine dello zar, Romodanovskij portò tutti gli strelizzi traditori a Preobraženskoe ove fece costruire quattordici camere di tortura per accoglierli: sei giorni alla settimana, settimana dopo settimana, tutti i millesettecentoquattordici prigionieri sopravvissuti furono interrogati per metà mese di settembre e quasi tutto quello di ottobre; i sacerdoti scoperti colpevoli di aver pregato per la vittoria dei ribelli furono condannati a morte. Coloro che erano sospettati di essere simpatizzanti dei traditori vennero arrestati e sottoposti ad interrogatorio.
Tutti i principali amici e luogotenenti di Pietro (Romodanovskij, Boris Golicyn, Sejn, Strešnev, Pëtr Prozorovskij, Michail Čerkasskij, Vladimir Dolgorukij, Ivan Troekurov e Zotov) assistettero agli interrogatori e lo stesso Pietro fu spesso presente e interrogò personalmente i condannati. Sebbene gli interrogatori fossero condotti in segreto, tutta Mosca sapeva che qualcosa di tremendo stava accadendo a Preobraženskoe. Il patriarca in persona si recò da Pietro per chiedere clemenza, tenendo in mano un'immagine della Santa Vergine. Pietro, risentito per la sua intromissione, rispose al prelato che quello non era un luogo in cui portare la Santa Vergine e che la Russia non si sarebbe salvata con la pietà ma con la crudeltà.
Dalle confessioni estorte a uomini annientati dalla tortura, Pietro venne a sapere che gli strelizzi intendevano impadronirsi della capitale, incendiare il Quartiere Tedesco, uccidere i boiari e mettere Sofia sul trono. Sotto tortura uno strelez, Vaska Alekseev, dichiarò che due lettere, forse scritte da Sofia, esortavano gli strelizzi ad insorgere, ad occupare il Cremlino e a chiamare la zarevna sul trono di Russia. Pietro si recò di persona a Novodevicij per interrogare Sofia, la quale negò di essere l'autrice delle lettere. Pietro le risparmiò la vita ma decise che la sua reclusione dovesse essere ancora più stretta: Sofia fu obbligata a tagliarsi i capelli e a pronunciare i voti col nome di Susanna. Venne confinata per sempre a Novodevicij dove venne sorvegliata da cento soldati e non poteva ricevere visite.
Per tutto l'autunno e l'inverno, a intervalli regolari di pochi giorni, vennero giustiziate parecchie decine di ribelli. Le prime esecuzioni iniziarono il 10 ottobre a Preobraženskoe: duecento furono impiccati alle mura della città e dagli appositi pali che sporgevano dai parapetti, due strelizzi per palo. L'11 ottobre centoquarantaquattro strelizzi furono impiccati nella Piazza Rossa a dei pali che sporgevano dalle merlature del Cremlino. Centonove furono decapitati con l'ascia o con la spada in un campo di Preobraženskoe. Per i preti che avevano incoraggiato gli strelizzi venne costruita davanti alla cattredrale di San Basilio una forca a forma di croce. Per rendere assolutamente chiaro il nesso tra Sofia e gli strelizzi, 196 ribelli furono impiccati a un'enorme forca di forma quadrangolare eretta vicino al convento di Novodevicij, dove era imprigionata la zarevna. I tre supposti capi della rivolta furono impiccati direttamente fuori dalla finestra di Sofia.
Infine, Pietro soppresse il corpo degli strelizzi e lo sostituì con reggimenti, vestiti, armati e addestrati sul modello prussiano; impose a diversi figli della nobiltà di servire nell'esercito o nella flotta come ufficiali e istituì il reggimento Preobraženskij, affinché servisse come guardia personale degli zar

### La grande guerra del Nord e la fondazione di San Pietroburgo
Essendo fallita la prospettiva di una campagna congiunta contro l'Impero ottomano, Pietro stipulò un trattato di pace con questo e rivolse nuovamente le sue attenzioni al Mar Baltico, il cui controllo era stato acquisito dall'Impero svedese intorno alla metà del XVII secolo. Pietro, con l'appoggio di Danimarca, Norvegia, Sassonia e Regno di Polonia, dichiarò quindi guerra alla Svezia, che era guidata dal re sedicenne Carlo XII.
La Russia scoprì ben presto di essere scarsamente preparata per affrontare la Svezia e il primo tentativo di conquistare le coste del Baltico finì nel disastro della battaglia di Narva (1700), che parve mettere fuori gioco la Russia. Carlo XII, approfittando del momento, indirizzò la sua azione contro Polonia e Sassonia. Nel frattempo Pietro riorganizzò il suo esercito e conquistò l'Estonia svedese.
Sicuro di poterlo battere in qualsiasi momento, il re di Svezia ignorava l'azione dello zar e continuava a combattere in Polonia e Sassonia. Mentre polacchi e svedesi erano impegnati a combattersi, Pietro fondò la grande città di San Pietroburgo (in onore di San Pietro apostolo) in Ingria, una regione catturata agli svedesi nel 1703, servendosi delle capacità dell'architetto svizzero Domenico Trezzini di Astano, che dapprima realizzò la fortezza, con al centro la cattedrale dei santi Pietro e Paolo, seguita poi da numerosi altri importanti edifici amministrativi e di rappresentanza.

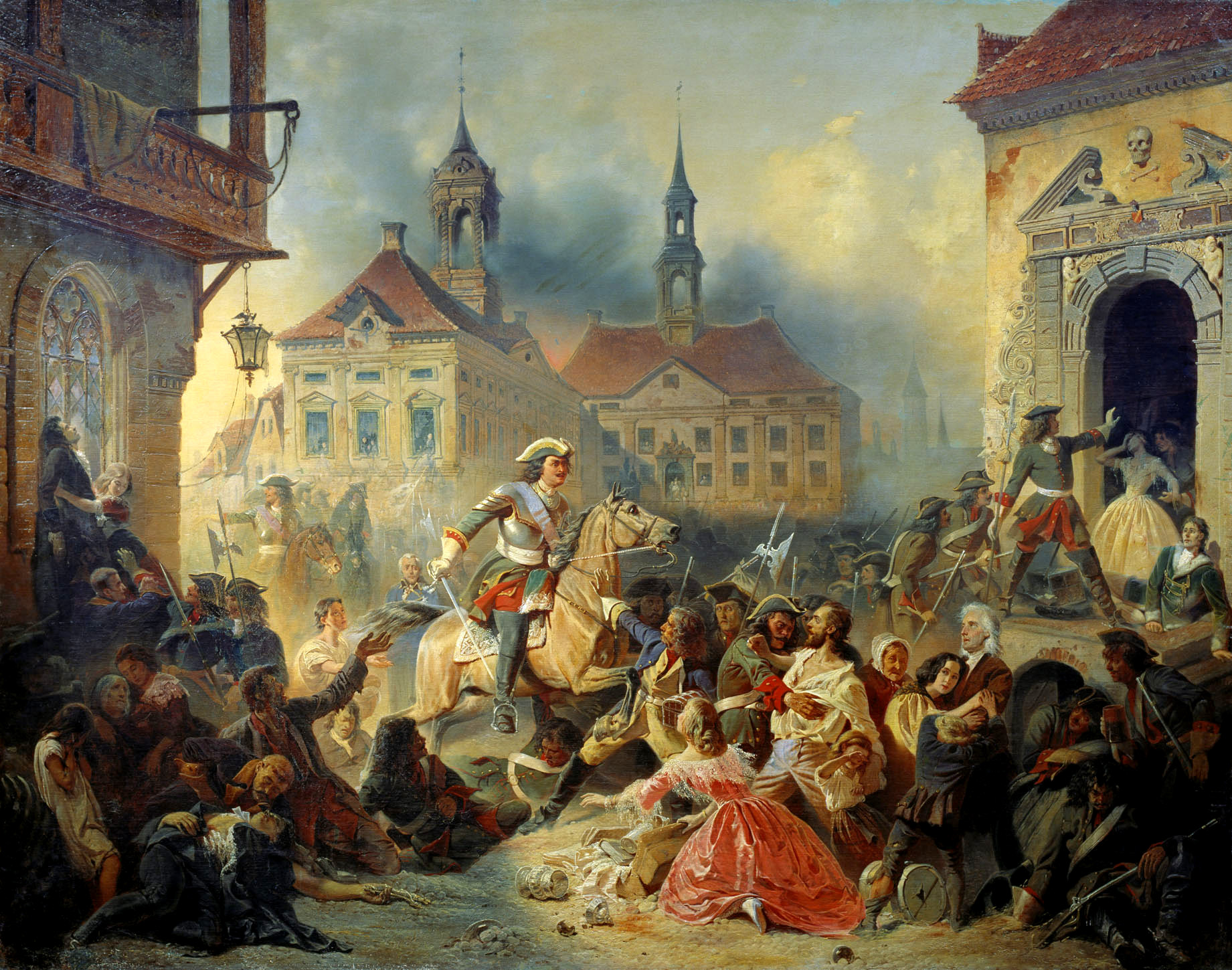
Pietro il Grande dopo la battaglia di Narva del 1700, in un dipinto di Nikolaj Sauerweid del 1859

Pietro proibì la costruzione di edifici in pietra al di fuori di San Pietroburgo, che egli intese far diventare capitale della Russia, cosicché tutti gli scalpellini potessero partecipare alla costruzione della nuova città. Nello stesso periodo Pietro si legò sentimentalmente a Marta Skavronskaja, una lituana di povere origini presa prigioniera dai Russi durante la guerra del Nord. Martha si convertì alla religione ortodossa con il nome di Caterina; i due si sposarono segretamente intorno al 1707.
In seguito alle numerose sconfitte il re di Polonia Augusto II abdicò nel 1706 lasciando libero Carlo XII di rivolgere nuovamente le sue attenzioni alla Russia, che il sovrano svedese invase nel 1708. Dopo il suo ingresso in Russia, Carlo sconfisse Pietro nella battaglia di Golovcin, nel luglio 1708, ma nella seguente battaglia di Lesnaja subì, per la prima volta, gravi perdite, quando Pietro distrusse una colonna di rinforzi svedesi proveniente da Riga; privato del loro aiuto, Carlo dovette abbandonare il suo piano di marciare verso Mosca.
Non accettando l'idea di ritirarsi in Polonia o di tornare in Svezia, Carlo invase l'Ucraina. Abilmente Pietro si ritirò verso sud, distruggendo tutto ciò che sarebbe potuto servire agli svedesi, che vennero così a trovarsi in una difficile situazione a causa della mancanza di rifornimenti e della rigidità dell'inverno.
Nell'estate del 1709 Carlo rinnovò i suoi sforzi per conquistare l'Ucraina, ma si trovò ad affrontare un nemico molto aggressivo e nella battaglia di Poltava (27 giugno 1709) Pietro raccolse i frutti di anni di lavoro per potenziare l'esercito russo, infliggendo al nemico gravi perdite (10000 morti) e catturando poi quanto rimaneva dell'esercito svedese.

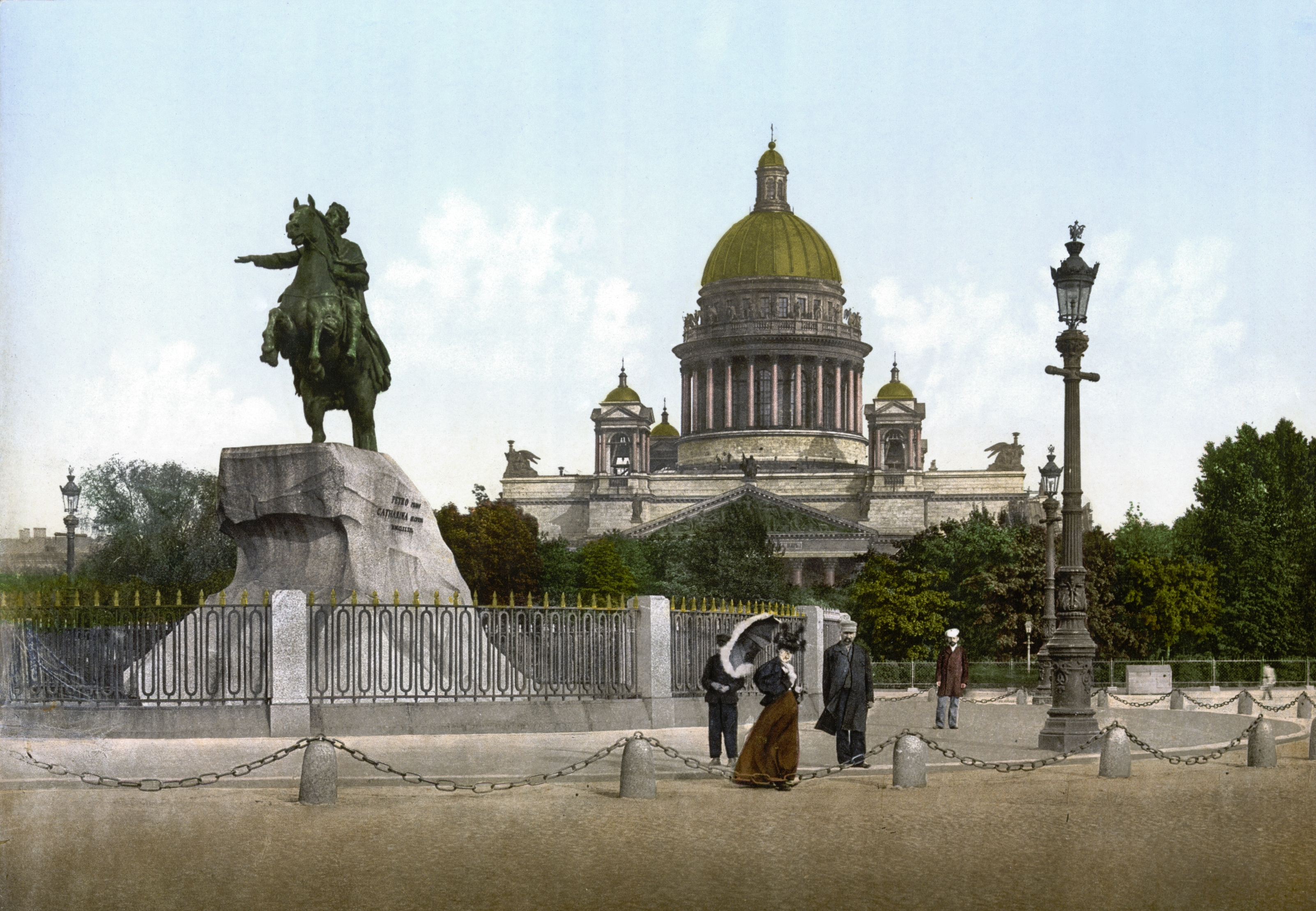
Il cavaliere di bronzo, statua equestre che rappresenta Pietro il Grande, eretta per volere di Caterina II

L'esito di questa battaglia ribaltò le sorti della guerra: in Polonia Augusto II rioccupò il trono, mentre Carlo si rifugiava nell'Impero ottomano, dove operò per convincere il sultano Ahmed III ad aiutarlo a riprendere la guerra. Pietro incautamente dichiarò guerra agli ottomani nel 1711, ma la campagna a sud ottenne risultati fallimentari al punto che la Russia, per ottenere la pace, dovette cedere i porti sul Mar Nero conquistati nel 1697; in cambio il sultano espulse il re di Svezia.
A nord gli eserciti di Pietro ebbero maggior fortuna e conquistarono la Livonia, respingendo gli svedesi all'interno della Finlandia, che verrà occupata in larga parte nel 1714. La flotta russa riuscì anche a violare le acque svedesi. Nell'ultima fase della guerra Pietro ricevette anche l'aiuto dell'Hannover e del regno di Prussia. Malgrado le sconfitte, Carlo XII continuò a combattere e solo la sua morte in battaglia, nel 1718, permise l'apertura di trattative di pace.
Nel 1720 la Svezia firmò la pace con tutti i belligeranti, tranne che con la Russia, con la quale firmò poi il trattato di Nystad, nel 1721, che mise fine a quella conosciuta come la Grande guerra del Nord. La Russia ottenne l'Ingria svedese, l'Estonia svedese, la Livonia e parte della Carelia; in cambio versò due milioni di riksdaler e rinunciò alla Finlandia, tranne alcuni territori attorno a San Pietroburgo che dal 1712 era intanto divenuta capitale.

### Gli ultimi anni

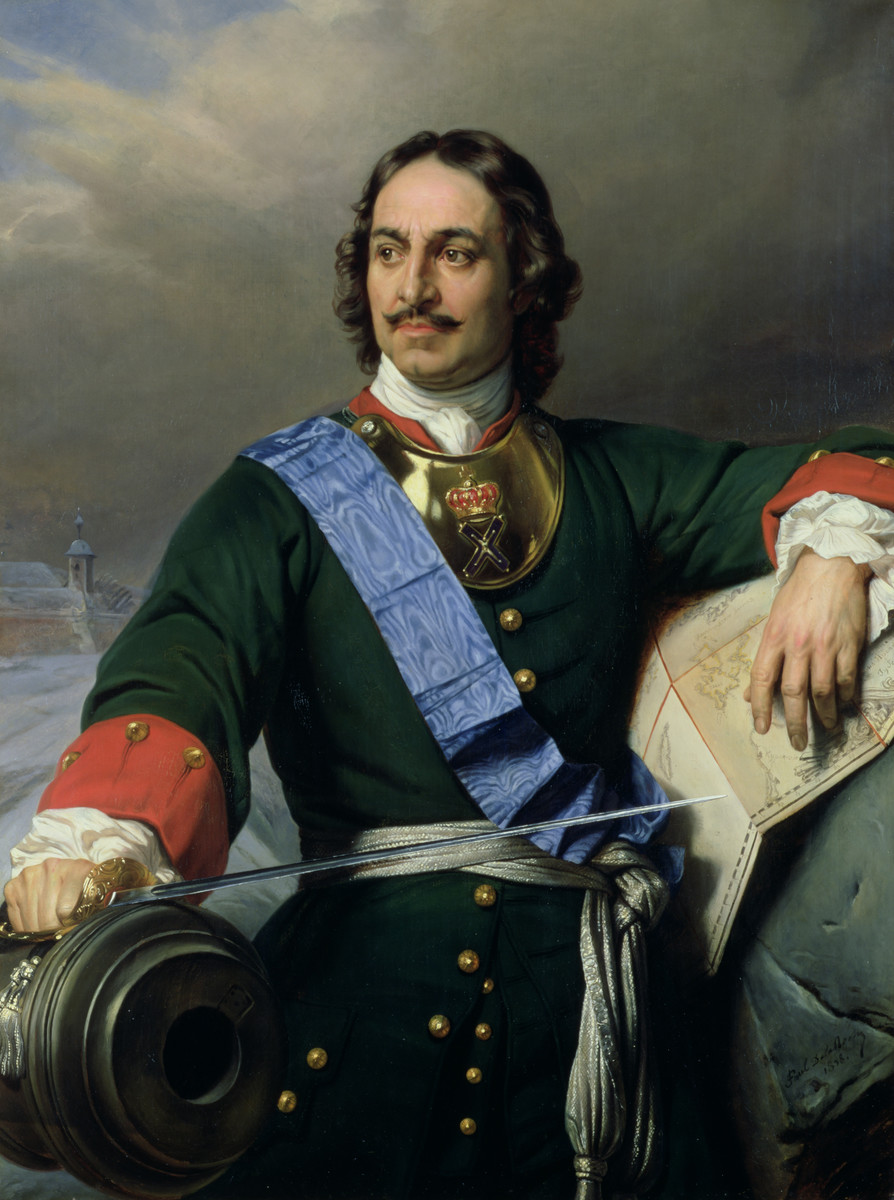
Ritratto di Pietro il Grande di Paul Delaroche.

Nel 1717 venne smascherata una congiura ordita dal boiaro Aleksandr Kikin, che raggruppava vari oppositori di Pietro I attorno al suo figlio maggiore, Aleksej. La sentenza fu di condanna a morte per tutti i cospiratori, incluso Aleksej, nel 1718. Anche la madre di Aleksej venne perseguita a causa di false accuse di adulterio.
Gli ultimi anni di regno di Pietro I furono contrassegnati da ulteriori riforme. Nel 1721, dopo aver concluso la pace con la Svezia, venne acclamato Imperatore di tutta la Russia (alcuni gli proposero di prendere il titolo di Imperatore dell'Est ma egli rifiutò). Il titolo imperiale venne riconosciuto da Polonia, Svezia e Prussia, ma non dagli altri monarchi europei. Nella mente di molti la parola imperatore connotava superiorità sui semplici re. Molti regnanti temevano che Pietro volesse proclamare la sua autorità su di loro come, a suo tempo, l'imperatore del Sacro Romano Impero aveva proclamato la sua supremazia su tutte le nazioni cristiane.
Pietro riformò anche il governo della Chiesa ortodossa russa: nel 1700, quando il seggio di patriarca di Mosca rimase vacante, Pietro nominò un coadiutore che svolgesse tutto il lavoro, incamerò numerosi possedimenti del clero, inoltre avocò a sé la nomina dei vescovi e delle principali cariche ecclesiastiche e sancì che nessuno potesse entrare in monastero prima di aver compiuto cinquant'anni; infine, nel 1721, istituì il Santo Sinodo, un concilio di dieci ecclesiastici che prese il posto del patriarca e del coadiutore.
Poi, nel 1718, fu riformato il governo centrale: gli 80 prikazy, uffici, le cui competenze spesso si intersecavano l'un l'altro, furono sostituiti da nove collegi (aumentati a tredici nel 1722), i cui compiti furono descritti in modo dettagliato dal decreto che li istituì; poi, in modo da creare un sistema flessibile di controllo, furono istituiti ottanta governatorati, ognuno dei quali sotto un governatore, nominato dallo zar, con poteri amministrativi, militari e giuridici; tale sistema, tuttavia, creò alcuni abusi e pertanto Pietro, nel 1719, dissolse i governatorati in cinquanta province ognuna delle quali fu, a sua volta, divisa in distretti più piccoli.
Inoltre, nel 1722, allo scopo di privare i boiari del loro potere, Pietro, che aveva già soppresso tempo addietro il Zemskij sobor, sostituendolo con un senato con funzioni consultive (i cui 10 membri venivano nominati direttamente dallo zar), istituì la Tavola dei ranghi, mediante la quale sancì che la posizione nobiliare poteva essere determinata non solo dal censo ma anche dal merito nel servizio all'imperatore nella burocrazia; al contempo, impose che ogni bambino, dai dieci ai quindici anni, appartenente alla nobiltà, al clero o fosse figlio di ufficiali, dovesse imparare matematica, geometria e dovesse essere sottoposto ad un esame finale al fine di identificare l'idoneità al servizio pubblico. La Tavola rimase in vigore fino alla fine della monarchia in Russia nel 1917.
Abolì la tassa sulla terra e quella sulla famiglia sostituendole con un'imposta pro-capite: le tasse sulla terra o sulla famiglia erano pagate solamente dai proprietari o da coloro che mantenevano una famiglia mentre la nuova tassa doveva essere pagata da tutti, compresi servi e poveri. Nel 1724 associò al trono Caterina, la sua seconda moglie, attribuendole il titolo di imperatrice anche se peraltro mantenne nelle sue mani tutto il potere.
La sua ultima iniziativa militare fu la spedizione in Persia (1721-1724). Dawd Beg, khan persiano, nell'agosto 1721 occupò Shemakha, importante emporio russo sul Mar Caspio, nel khanato di Shirwan, depredandone le mercanzie.
Per ritorsione Pietro inviò 50.000 soldati con 80 navi nel mar Caspio, facendo occupare la penisola di Agrakan e conquistando Derbent, mentre lo zar di Kartli Vaktang IV con 30.000 uomini e il patriarca armeno con 8.000 soldati, alleati dei russi, marciarono con Dawd Beg a Ganjia. Nel 1723 le truppe russe conquistarono le province di Ghilan e Bakù. Gli Ottomani accorsero in aiuto di Dawd Beg e invasero Kartli, conquistando Tbilisi e i khanati di Erevan e Tabriz.
Nel settembre 1723 i Persiani chiesero la pace e si allearono con i Russi ai quali furono cedute Derbent, Baku, Ghilian, Mazanderam e Astrabad (litorale occidentale e meridionale del Caspio). Nel giugno 1724 venne firmata la pace russo-turca: gli Ottomani ottennero la Georgia, Erevan, Kasvin e Shemakha. Nel 1725 fu completata la costruzione del Peterhof, un palazzo nei pressi di San Pietroburgo che divenne famoso come la "Versailles russa".

### La morte

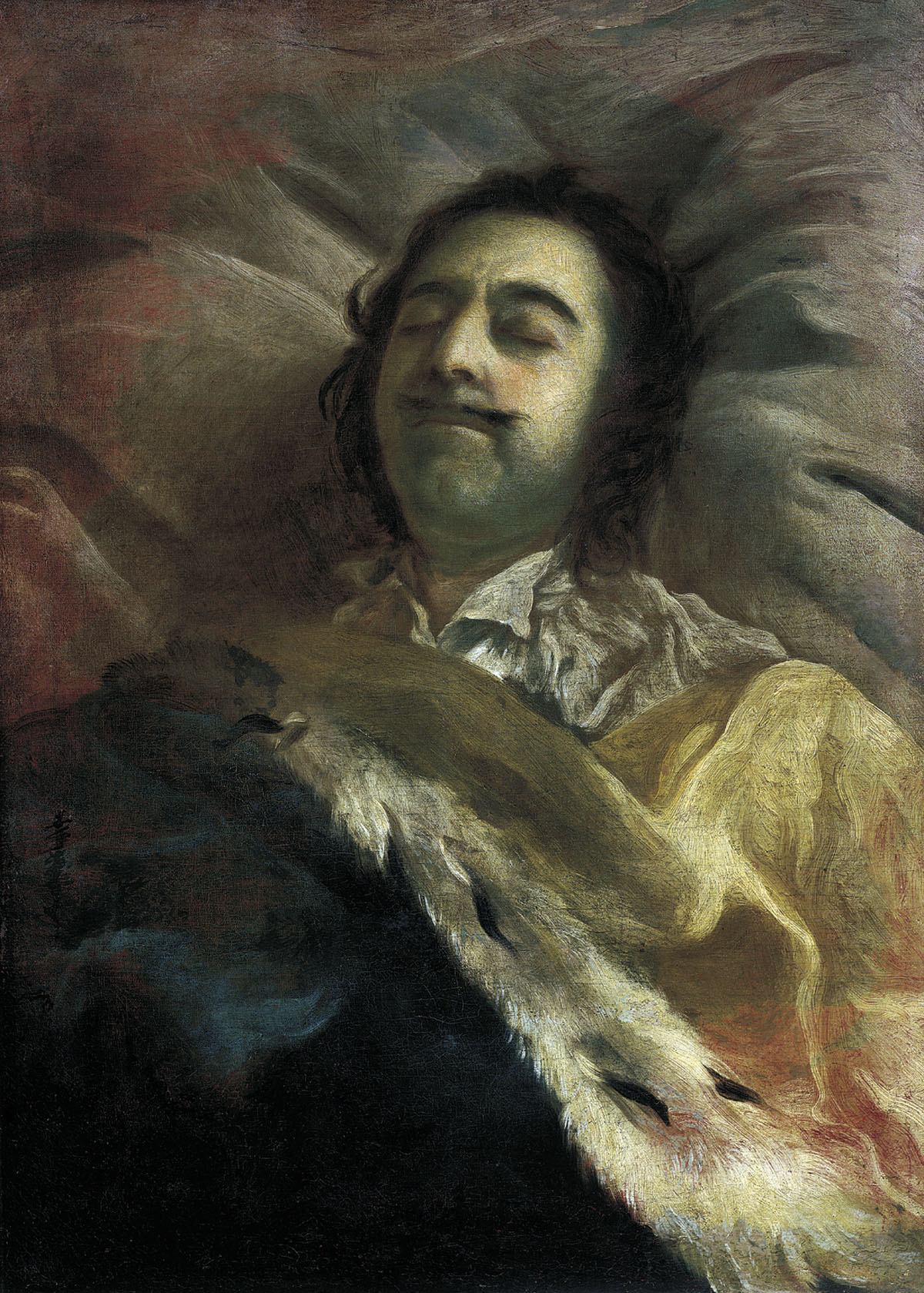
Pietro il Grande sul letto di morte

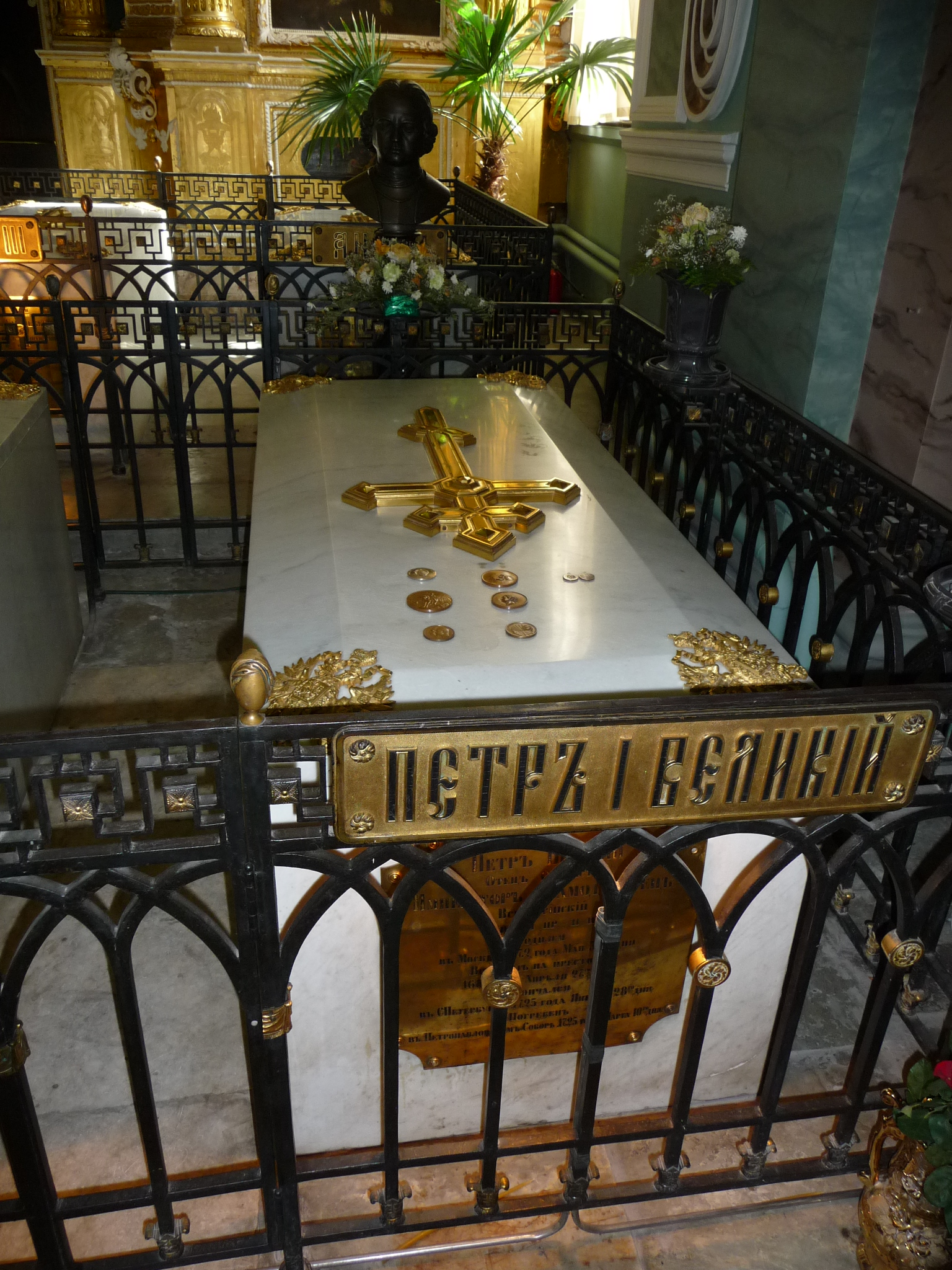
Cattedrale dei Santi Pietro e Paolo (San Pietroburgo):
sarcofago di Pietro I

Non avendo eredi, una legge del 1722 concesse a Pietro il privilegio di scegliere il suo successore ed egli scelse la moglie Caterina, donna molto forte, intelligente e capace nella politica. Pietro morì nel 1725, venendo poi seppellito nella Cattedrale di Pietro e Paolo, nell'omonima fortezza da lui voluta a San Pietroburgo. L'imperatrice Caterina ebbe l'appoggio della guardia imperiale. Dopo la morte di quest'ultima, nel 1727, il trono passò al nipote di Pietro I, Pietro II (figlio di Alessio), con il quale terminò la discendenza diretta maschile dei Romanov.
Dopo di lui la successione al trono fu caotica: i due successivi monarchi erano figli del fratellastro di Pietro I, Ivan V; i discendenti diretti di Pietro riconquisteranno il trono solo nel 1741 con un colpo di Stato. Nessun figlio salirà direttamente al trono occupato da un genitore prima di Paolo I che successe a Caterina la Grande, nel 1796, oltre settant'anni dopo la morte di Pietro I, che dedicò al predecessore la famosa statua equestre del Cavaliere di bronzo.

## Giudizio storico
Con queste parole, Louis de Rouvroy de Saint-Simon, descrisse Pietro il Grande in occasione del suo viaggio a Parigi, nel 1717:
(Saint-Simon, Mémoires, Paris 1983, p. 352-353)
Tale giudizio è sostanzialmente accettato anche dagli studiosi moderni che sottolineano quanto lo Zar fosse semplice nei modi, essendo solito conversare e fare confidenza anche con semplici artigiani e marinai e avendo l'abitudine di attribuire incarichi pubblici anche a persone di umili origini, purché capaci; al contempo, però, fu rigido, terribile nell'ira, crudele ogni qualvolta incontrasse opposizione: in tali momenti solo la seconda moglie Caterina e i suoi più stretti collaboratori potevano smussare i suoi eccessi; come governante, fu un autocrate dotato di una insaziabile forza di volontà, estremamente diligente e caparbio; infine, quanto ai risultati, promosse attivamente l'industria, il commercio, l'educazione e la cultura e rese il suo paese una grande potenza.

## Discendenza
Dalle sue due mogli, Pietro ebbe quindici figli, più almeno due illegittimi. Di questi, solo tre arrivarono all'età adulta: Alessio dalla prima moglie e Anna ed Elisabetta dalla seconda. Aveva solo tre nipoti: lo zar Pietro II e la Granduchessa Natalia da Alessio e lo zar Pietro III da Anna.

### Da Evdokija Lopuchina
| Nome                | Data di nascita  | Data di morte  | Note |
| ------------------- | ---------------- | -------------- | --- |
| Alessio Petrovic    | 18 febbraio 1690 | 26 giugno 1718 | Sposò nel 1711 la Principessa Carlotta Cristina di Brunswick-Wolfenbüttel, dalla quale ebbe figli, fra cui Pietro II di Russia |
| Alessandro Petrovic | 13 ottobre 1691  | 14 maggio 1692 | |
| Paolo Petrovic      | 1693             | 1693           | |

### Da Caterina I
| Nome                   | Data di nascita   | Data di morte   | Note |
| ---------------------- | ----------------- | --------------- | --- |
| Pietro Petrovič        | Inverno 1704      | 1707            | Nato e morto prima del matrimonio tra Pietro e Caterina                                                 |
| Paolo Petrovič         | Ottobre 1705      | 1707            | Nato e morto prima del matrimonio tra Pietro e Caterina                                                 |
| Caterina Petrovna      | 7 febbraio 1707   | 7 agosto 1708   | Nata e morta prima del matrimonio tra Pietro e Caterina                                                 |
| Anna Petrovna          | 27 gennaio 1708   | 15 maggio 1728  | Sposò nel 1725 Carlo Federico, Duca di Holstein-Gottorp, dal quale ebbe un figlio, Pietro III di Russia |
| Elisabetta Petrovna    | 29 dicembre 1709  | 5 gennaio 1762  | Salì al trono come Imperatrice Elisabetta di Russia. Senza discendenza.                                 |
| Maria Natalia Petrovna | 20 marzo 1713     | 27 maggio 1715  | |
| Margherita Petrovna    | 19 settembre 1714 | 7 giugno 1715   | |
| Pietro Petrovič        | 9 novembre 1715   | 6 maggio 1719   | |
| Paolo Petrovič         | 13 gennaio 1717   | 14 gennaio 1717 | |
| Natalia Petrovna       | 31 agosto 1718    | 15 marzo 1725   | |
| Pietro Petrovic        | 7 ottobre 1723    | 7 ottobre 1723  | |
| Paolo Petrovic         | 1724              | 1724            | |

### Illegittimi
Ebbe, inoltre, almeno altri tre figli da due amanti:
- da Lady Maria Hamilton:[83]
  - Figlio abortito (1715)
  - Figlio senza nome (1717 - 1718?). È ignoto se fosse un maschio o una femmina.
- dalla Principessa Maria Cantemirovna di Moldavia:[84]
  - Figlio senza nome (1722 - 1723?). Le fonti non sono concordi nel riportare se il bambino nacque morto o morì entro pochi mesi.

## Ascendenza
|                                |                           |                                    | Genitori                   |  |  | Nonni |  |  | Bisnonni                    |  |  | Trisnonni                         |  |
|                                |                           |                                    |                            |  |  |       |  |  | Patriarca Filarete di Mosca |  |  | Nikita Romanovič Zachar'in-Jur'ev |  |
|                                |                           |                                    |                            |  |  |       |  |  | Patriarca Filarete di Mosca |  |  | Nikita Romanovič Zachar'in-Jur'ev |  |
|                                |                           | Varvara Ivanovna Golovina-Chovrina |                            |  |  |       |  |  | Patriarca Filarete di Mosca |  |  |                                   |  |
| Michele I di Russia            |                           |                                    |                            |  |  |       |  |  | Patriarca Filarete di Mosca |  |  |                                   |  |
|                                |                           | Ksenija Ivanovna Šestova           | Ivan Vasil'evič Šestov     |  |  |       |  |  |                             |  |  |                                   |  |
|                                |                           | Ksenija Ivanovna Šestova           | Ivan Vasil'evič Šestov     |  |  |       |  |  |                             |  |  |                                   |  |
|                                |                           | Ksenija Ivanovna Šestova           | …                          |  |  |       |  |  |                             |  |  |                                   |  |
| Alessio I di Russia            |                           | Ksenija Ivanovna Šestova           |                            |  |  |       |  |  |                             |  |  |                                   |  |
|                                |                           | Luk'jan Stepanovič Strešnëv        | Stepan Andreevič Strešnëv  |  |  |       |  |  |                             |  |  |                                   |  |
|                                |                           | Luk'jan Stepanovič Strešnëv        | Stepan Andreevič Strešnëv  |  |  |       |  |  |                             |  |  |                                   |  |
|                                |                           | Luk'jan Stepanovič Strešnëv        | …                          |  |  |       |  |  |                             |  |  |                                   |  |
| Evdokija Luk'janovna Strešnëva |                           | Luk'jan Stepanovič Strešnëv        |                            |  |  |       |  |  |                             |  |  |                                   |  |
|                                |                           | Anna Konstantinovna Volkonskaja    | Konstantin Volkonskij      |  |  |       |  |  |                             |  |  |                                   |  |
|                                |                           | Anna Konstantinovna Volkonskaja    | Konstantin Volkonskij      |  |  |       |  |  |                             |  |  |                                   |  |
|                                |                           | Anna Konstantinovna Volkonskaja    | …                          |  |  |       |  |  |                             |  |  |                                   |  |
| Pietro I di Russia             |                           | Anna Konstantinovna Volkonskaja    |                            |  |  |       |  |  |                             |  |  |                                   |  |
|                                | Poluekt Ivanovič Naryškin | Ivan Ivanovič Naryškin             |                            |  |  |       |  |  |                             |  |  |                                   |  |
|                                | Poluekt Ivanovič Naryškin | Ivan Ivanovič Naryškin             |                            |  |  |       |  |  |                             |  |  |                                   |  |
|                                | Poluekt Ivanovič Naryškin | …                                  |                            |  |  |       |  |  |                             |  |  |                                   |  |
| Kirill Poluektovič Naryškin    | Poluekt Ivanovič Naryškin |                                    |                            |  |  |       |  |  |                             |  |  |                                   |  |
|                                |                           | …                                  | …                          |  |  |       |  |  |                             |  |  |                                   |  |
|                                |                           | …                                  | …                          |  |  |       |  |  |                             |  |  |                                   |  |
|                                |                           | …                                  | …                          |  |  |       |  |  |                             |  |  |                                   |  |
| Natal'ja Kirillovna Naryškina  |                           | …                                  |                            |  |  |       |  |  |                             |  |  |                                   |  |
|                                |                           | Leontij Dmitrijevič Leont'ev       | Dmitrij Borisovič Leont'ev |  |  |       |  |  |                             |  |  |                                   |  |
|                                |                           | Leontij Dmitrijevič Leont'ev       | Dmitrij Borisovič Leont'ev |  |  |       |  |  |                             |  |  |                                   |  |
|                                |                           | Leontij Dmitrijevič Leont'ev       | …                          |  |  |       |  |  |                             |  |  |                                   |  |
| Anna Leont'evna Leont'eva      |                           | Leontij Dmitrijevič Leont'ev       |                            |  |  |       |  |  |                             |  |  |                                   |  |
|                                |                           | Praskòv'ja Ivanovna Leont'ev       | Ivan Rajevskij             |  |  |       |  |  |                             |  |  |                                   |  |
|                                |                           | Praskòv'ja Ivanovna Leont'ev       | Ivan Rajevskij             |  |  |       |  |  |                             |  |  |                                   |  |
|                                |                           | Praskòv'ja Ivanovna Leont'ev       | …                          |  |  |       |  |  |                             |  |  |                                   |  |
|                                |                           | Praskòv'ja Ivanovna Leont'ev       |                            |  |  |       |  |  |                             |  |  |                                   |  |

## Pietro il Grande al cinema
Sulla vita dello Zar Pietro I il Grande sono stati realizzati svariati film
| Anno | Film                                                                                                | Attore | Note                                     |
| ---- | --------------------------------------------------------------------------------------------------- | --- | ---------------------------------------- |
| 1910 | Pëtr Velikij                                                                                        | Pëtr Vojnov |                                          |
| 1922 | Peter der Große                                                                                     | Emil Jannings |                                          |
| 1925 | Karl XII                                                                                            | Nicolai De Seversky |                                          |
| 1925 | Karl XII, del II                                                                                    | Nicolai De Seversky |                                          |
| 1937 | Pietro il Grande (Pëtr pervyj I)                                                                    | Nikolaj Simonov |                                          |
| 1938 | Pëtr pervyj II                                                                                      | Nikolaj Simonov |                                          |
| 1944 | David Bek                                                                                           | Vladimir Eršov |                                          |
| 1970 | Zar und Zimmermann                                                                                  | Raymond Wolansky | Film TV                                  |
| 1970 | Ballada o Beringe i ego druzjach                                                                    | Roman Tkačuk |                                          |
| 1972 | Tabačnyj kapitan                                                                                    | Vladlen Davydov | Film TV                                  |
| 1973 | Dmitrij Kantemir                                                                                    | Aleksandr Lazarev |                                          |
| 1978 | Racconto di come lo zar Pietro ammoglio' il proprio moro (Skaz pro to, kak tsar Pyotr arapa zhenil) | Aleksej Petrenko |                                          |
| 1981 | Junost' Petra                                                                                       | Dmitrij Zolotuchin |                                          |
| 1984 | Rossija molodaja                                                                                    | Dmitrij Zolotuchin | Miniserie TV                             |
| 1984 | Demidovy                                                                                            | Aleksandr Lazarev |                                          |
| 1986 | Pietro il Grande (Peter the Great)                                                                  | Graham McGrath (Pietro bambino) Jan Niklas (Pietro giovane) Maximilian Schell (Pietro adulto) Denis DeMarne (Pietro anziano) | Miniserie TV                             |
| 1986 | Pietro il Grande (parte prima) (Peter the Great)                                                    | Graham McGrath (Pietro bambino) Jan Niklas (Pietro giovane) Maximilian Schell (Pietro adulto) Denis DeMarne (Pietro anziano) | Versione cinematografica della miniserie |
| 1986 | Pietro il Grande (parte seconda) (Peter the Great)                                                  | Graham McGrath (Pietro bambino) Jan Niklas (Pietro giovane) Maximilian Schell (Pietro adulto) Denis DeMarne (Pietro anziano) | Versione cinematografica della miniserie |
| 1986 | Russia                                                                                              | Evgenij Tiličeev | Miniserie TV                             |
| 1986 | V načale slavnych del                                                                               | Dmitrij Zolotuchin | Sequel di Junost' Petra                  |
| 1996 | Tsarevič Aleksej                                                                                    | Viktor Stepanov |                                          |
| 2000 | Tajny dvorcovych perevorotov                                                                        | Nikolaj Karačencov | Serie TV                                 |
| 2002 | Molitva za getmana Mazepu                                                                           | Vjačeslav Dovženko |                                          |
| 2002 | Arca russa (Russkij kovčeg)                                                                         | Maksim Sergeev |                                          |
| 2003 | Peter in Paradise                                                                                   | Rory McCann | Film TV                                  |
| 2004 | Černyj princ                                                                                        | Jurij Curilo |                                          |
| 2006 | "What's So Great About Peter?", episodio della serie Time Warp Trio                                 | Dwayne Hill |                                          |
| 2006 | "Russia", episodio della serie Engineering an Empire                                                | Richard Davis |                                          |
| 2007 | Sluga Gosudarev                                                                                     | Andrej Suchov |                                          |
| 2011 | Pëtr Pervyj. Zaveščanie                                                                             | Aleksandr Baluev | Miniserie TV                             |
| 2022 | Elizaveta                                                                                           | Aleksandr Baluev | Serie TV                                 |